# ポケモンの一覧 (722-809)
ポケモンの一覧（ポケモンのいちらん）は、ゲームソフト『ポケットモンスターシリーズ』に登場する架空の生物「ポケットモンスター（ポケモン）」の一覧。本項では全1025種のうち、『ポケットモンスター サン・ムーン』から登場し、シリーズ共通の全国ポケモン図鑑において722から807までの番号を付与されている種と、『Pokémon GO』および『ポケットモンスター Let's Go! ピカチュウ・Let's Go! イーブイ』から登場し、同じく808から809までの番号を付与されている種を掲載する。

## モクロー
| 分類: くさばねポケモン | タイプ: くさ/ ひこう | 高さ: 0.3m   | 重さ: 1.5kg        |
| 特性: しんりょく       | かくれ特性: えんかく | 進化前: なし | 進化後: フクスロー |

アローラ地方で最初にもらえる3匹のうちの1匹。メンフクロウの姿をしたポケモン。
夜行性であり昼間は光合成をする事で力を溜めている。羽音を立てずに空を飛び、気づかれずに相手に接近して攻撃する。飛行しながら遠距離では羽根を飛ばし、近距離では強烈なキックをお見舞いする。暗くて狭い場所を好み、トレーナーの懐やバッグを巣の代わりに潜り込むこともある。鳥がモチーフであるため飛ぶことができるが、「そらをとぶ」を習得できない。
『LEGENDS アルセウス』ではヒノアラシ・ミジュマルとともに最初にもらえるポケモンの1匹として登場。
アニメ『サン&ムーン』ではサトシの手持ちとして登場。かわらずのいしを飲み込んだ事で進化できなくなっている。声優は林原めぐみ。

## フクスロー
| 分類: はばねポケモン | タイプ: くさ/ ひこう | 高さ: 0.7m       | 重さ: 16.0kg         |
| 特性: しんりょく     | かくれ特性: えんかく | 進化前: モクロー | 進化後: ジュナイパー |

モクローの進化形。進化してよりフクロウに近いシルエットになった。
モクローより周囲の気配に敏感になり、後ろの相手を察知して相手を見ずに攻撃を命中させることができる。普段はナルシストな気取り屋であり、暇があれば翼の手入れを欠かさず、羽毛の汚れが気になりすぎてトレーナーの指示を無視し戦えないこともあるという。分類の「はばね」は「刃羽根」と書き、ナイフのように鋭く立て続けに投げて敵の急所を貫く。翼の手入れも刃羽根の切れ味を維持する為でもある。
アニメ『サン&ムーン』では、ハウのポケモンとして登場。声優は三木眞一郎（ジュナイパーも担当）。ゲーム版でもハウのモクローが進化した形として登場している（主人公がニャビーを選んだ場合のみ）。

## ジュナイパー
| 分類: やばねポケモン | タイプ: くさ/ ゴースト | 高さ: 1.6m         | 重さ: 36.6kg |
| 特性: しんりょく     | かくれ特性: えんかく   | 進化前: フクスロー | 進化後: なし |

フクスローの進化形。進化する事で2つ目のタイプがひこうからゴーストに変化するが、飛行能力が失われたわけではない。名前の由来は「樹木」と「スナイパー」。ロビン・フッドを彷彿とさせる容姿をしている。
自分の気配を完全に消して行動できる。翼に仕込まれた矢羽根を放ち、1km先の的も貫く。矢を抜いてから撃つまでの時間は僅か0.1秒ほどとも言われている。狙った的は逃がさず、相手が気付く前に確実に急所を射抜く。外せない時は頭の蔓を引き集中する。一方で不意討ちに弱く、パニックに陥ってしまう事もある。専用技「かげぬい」は攻撃と同時に、放った矢で相手の影を縫いつけることで交代・逃走をさせなくする、ダダリンの専用技「アンカーショット」と同じ効果。専用Zワザは「シャドーアローズストライク」。
トレーナーでは、「スカーレット・バイオレット」で主人公が最初にニャオハを選んでいる場合に、チャンピオンのネモが使用する。
リージョンフォーム
タイプ：くさ・かくとう、重さ：36.9kg。ヒスイ地方のジュナイパーの姿。体が紅葉の如く赤くなっており、体格もがっしりとしている。菅笠を被った風来坊のような姿をしている。寒い地域の多いヒスイ地方の厳しい環境を生き抜くために体格が変化した。縄張りを持たず、餌を求めて渡り歩いてる。体格の通り、荒々しい性格をしており、遠距離からの攻撃を得意とする原種と違い、積極的に接近戦を仕掛け、力でねじ伏せる戦いを好む。特に脚力が発達しており、一蹴りしただけで樹木をへし折り岩石をかち割るほど。飛翔して相手に蹴りを食らわせた直後、翼に仕込んだ矢羽で連続攻撃するのが得意。一方で、敵意のない相手には寛容な一面もある。専用攻撃技「3ぼんのや」は、その名の通り矢を同時に3本撃ち込み、相手の守りを弱化させると同時に自分の急所率を上げる追加効果がある。
アニメ『サン&ムーン』では、バトルロイヤルに出場している男性トレーナーのポケモンとして登場している。後にハウのフクスローが進化して登場。声優は進化前と同様三木眞一郎。
漫画版『ポケットモンスターSPECIAL』14章では、ムーンのパートナー兼主力として登場する（モクローから進化した個体）。性別は♂。

## ニャビー
| 分類: ひねこポケモン | タイプ: ほのお     | 高さ: 0.4m   | 重さ: 4.3kg        |
| 特性: もうか         | かくれ特性: いかく | 進化前: なし | 進化後: ニャヒート |

アローラ地方で最初にもらえる3匹のうちの1匹。猫の姿をしたポケモン。黒い身体に赤い模様が入っている。
冷静で感情を出さずしつこくつきまとわれると心を開かないが、仲間やトレーナーのピンチには全力で助けるなど熱い一面もある。常に毛繕いをして、自分の毛を集めている。この毛を燃やして相手に当てて攻撃する。懐いた場合であっても信頼を築く前に撫でようとすると鋭い爪で引っ掻いてくるため過剰なスキンシップは禁物である。
アニメでは老ムーランドと暮らす野生のポケモンとして登場。第1話でのんびりしていたところをサトシに尻尾を踏まれた怒りでサトシに火の玉を浴びせた。ニャビーの事情を知ったサトシにより一度はゲットを諦められる事になったが、ムーランドとの悲しい別れを経てサトシにゲットされる事になった。63話でニャヒートに進化する。声優は西村ちなみ（ニャヒートも担当）。
2017年12月にポケモンだいすきクラブに掲載されたUSUMのプレイ日記に、主人公の家で飼っているニャース（もとのすがた）と猫ポケモンとして立場が重複することを示した挿絵がある。

## ニャヒート
| 分類: ひねこポケモン | タイプ: ほのお     | 高さ: 0.7m       | 重さ: 25.0kg       |
| 特性: もうか         | かくれ特性: いかく | 進化前: ニャビー | 進化後: ガオガエン |

ニャビーの進化形。細めだったニャビーと比べがっしりとした体格に変わった。
首の付け根に鈴のような器官「炎袋」を持ち、ここから火を放って攻撃する。戦いになると火力が上がって鈴のような音が鳴る。特に強敵が相手だと激しくなる。また前足の力が強く、パンチの一撃で鉄の棒すらへし曲げる。ニャビーの頃より人懐こい性格になったが、それでも力が強く爪で引っかかれて全身傷だらけにされてしまう。
「炎袋」は、ブラストバーンも取り込み、激しく鈴が鳴る。
アニメではSMの63話にて、サトシのニャビーがロイヤルマスク（ククイ）のガオガエンの戦闘の途中の際に進化した。声優は進化前同様西村ちなみ。

## ガオガエン
| 分類: ヒールポケモン | タイプ: ほのお/ あく | 高さ: 1.8m         | 重さ: 83.0kg |
| 特性: もうか         | かくれ特性: いかく   | 進化前: ニャヒート | 進化後: なし |

ニャヒートの進化形。進化してあくタイプが追加された。ニャヒートと比べてさらに強靭な肉体と化し二足歩行ができるようになった一方、ニャヒートの時に備えていた俊敏さは失われてしまった。進化して防御力が上がっている。黒と赤のツートンカラーで色違いの個体は黒い部分が白い。
虎を擬人化させたプロレスラーのような外見をしている。ヘソの周囲から炎を放ち、ベルトのように見える。粗暴かつ極端な気分屋で、気が乗らなければトレーナーの命令も平気で無視してしまう。一方で幼いポケモンや子供には親切。バトルスタイルも実に乱暴で、強烈なパンチやキックを喰らわせ、へその部分から噴き出す炎で止めを刺す。専用技「DDラリアット」は回転しながら両腕を広げてそのまま殴りかかる攻撃技だが、相手の能力変化を無視してダメージを与える「なしくずし」のあく版。専用Zワザは「ハイパーダーククラッシャー」。なおハイパーダーククラッシャーは『ウルトラサン・ウルトラムーン』から技「ちいさくなる」に対して倍のダメージを与えられるようになった。なお、『ソード・シールド』ではわざレコードによって覚えるポケモンが増えたため、専用技ではなくなった。
トレーナーでは「サン・ムーン・ウルトラサン・ウルトラムーン」では主人公がモクローを選んだ場合はククイ博士が、アシマリを選んだ場合はハウが使用する。「スカーレット・バイオレット」ではブルベリーグチャンピオンのスグリが使用する。
アニメでは『劇場版ポケットモンスター キミにきめた!』にて、クロスのポケモンとして初登場。声優は石塚運昇。後に『サン&ムーン』でロイヤルマスク（正体はククイ博士）のポケモンとして登場し、サトシのニャビー（途中でニャヒートに進化）と対戦した。アローラリーグではサトシのニャヒートと互角の勝負を繰り広げ敗北。使用技は「DDラリアット」、「じごくづき」、「ビルドアップ」、「クロスチョップ」→「ブラストバーン」。声優は櫻井トオル。また、ゲーム版でもククイのポケモンとして登場する（主人公がモクローを選んだ場合のみ）。サトシのニャビーもガオガエンに最終進化している。しかし、進化した直後に力尽きてしまった。また、サトシのポケモンの中で唯一、進化後にバトルへ参加している描写がなかったが、『めざせポケモンマスター』で再登場した際は新しく覚えたわざを使った活躍はあった。
漫画版『ポケットモンスターSPECIAL』14章では、主人公・サンのパートナー兼主力として登場する（ニャビーが進化した個体）。性別は♂で、ニックネームは「エン」。
『大乱闘スマッシュブラザーズ SPECIAL』ではファイターとして登場。攻撃を決めるたび自動でアピールする点と投げワザが強い点が特徴。通常必殺ワザは「DDラリアット」相手の攻撃を受け流しつつ、ダメージを与える。横必殺ワザは相手を投げ飛ばす（ボタンを押すタイミングで効果が変わる）。上必殺ワザは「クロスチョップ」威力は高いが、自滅しやすい。下必殺ワザは「リベンジ」相手から攻撃を受けて次の攻撃の威力を上げる、カウンター技。最後の切りふだはZワザ「ハイパーダーククラッシャー」をスピーディーなものにした「ハイパーダーククラッシャー改」。声優は劇場版『キミにきめた』でのガオガエンを演じた石塚運昇（没後の発売）。

## アシマリ
| 分類: あしかポケモン | タイプ: みず               | 高さ: 0.4m   | 重さ: 7.5kg        |
| 特性: げきりゅう     | かくれ特性: うるおいボイス | 進化前: なし | 進化後: オシャマリ |

アローラ地方で最初にもらえる3匹のうちの1匹。アシカの姿をしたポケモン。
鼻先で水のバルーンを作るのが得意。クッションにしたり、相手の近くで炸裂させて攻撃もできる。コツコツ練習することでさらに大きく膨らませることも。頑張り屋な性格で有名。
主人公（主人公がモクローを選んだ際はハウ）のポケモンとして登場するが、アニメ『サン&ムーン』ではスイレンのポケモンとして登場している。サトシのモクローとは仲が悪く、しばしばツッコミを入れている。その一方でサトシのニャビー（初対面時点では野生だったが、のちにサトシのポケモンとなる）に対しては憧れを抱いている。性別は♀。声優は愛河里花子。

## オシャマリ
| 分類: アイドルポケモン | タイプ: みず               | 高さ: 0.6m       | 重さ: 17.5kg       |
| 特性: げきりゅう       | かくれ特性: うるおいボイス | 進化前: アシマリ | 進化後: アシレーヌ |

アシマリの進化形。進化前のアシマリと比べると女性的な外見となったが、オスの比率の方が高い。
ダンスが得意であり踊りながらバルーンを作り出して攻撃する。また、仲間想いでありトレーナーが落ち込んでいる時には踊って励ましてくれる。波の穏やかな夜になるとアシレーヌの歌声に合わせて仲間達と踊る。
アニメ『サン&ムーン』では、イアのポケモンとして登場し（声優は西村ちなみ）、106話ではスイレンのアシマリが進化した（こちらの声優は清水理沙、アシレーヌに進化後も担当）。

## アシレーヌ
| 分類: ソリストポケモン | タイプ: みず/ フェアリー   | 高さ: 1.8m         | 重さ: 44.0kg |
| 特性: げきりゅう       | かくれ特性: うるおいボイス | 進化前: オシャマリ | 進化後: なし |

オシャマリの進化形。進化してフェアリータイプが追加された。人魚のような姿になった。進化前に比べさらに女性的な姿になったが進化前同様オスの方が多い。フェアリータイプの御三家はこのアシレーヌが初。進化前を含めゲームやアニメではメスとして登場する事が多く、実際にククイ（主人公がニャビー（ガオガエン）を選んだ場合のみ）、『ウルトラサン・ウルトラムーン』でハウが使用するアシレーヌ（主人公がモクロ―（ジュナイパー）を選んだ場合のみ）、アニメのスイレンのアシレーヌはメスの個体である。
歌声で大量のバルーンを制御するその姿から大海原の歌姫と称される。なお、これは厳密には歌声ではなく音波。髪を結っているが、「うたかたのアリア」や「わだつみのシンフォニア」、ダイマックスなどで一時的に立ち上がる演出の時にほどく。戦闘では破裂しないバルーンで飛び上がって、破裂するバルーンを投げつけて攻撃する。歌やバルーンは仲間同士で教え合い子孫へと受け継がれ、群れごとに異なる。戦いもまた、アシレーヌにとってはステージである。専用技は「うたかたのアリア」。無数のバルーンを周囲に浮かべ、後に破裂させてほかの全員を攻撃し、同時に攻撃対象のやけど状態を治す。『ソード・シールド』ではラプラスがタマゴ技として習得可能となったが、ポケモンHOME解禁前までは「ポケモンの巣」でゲットするしか覚えさせる方法がない。専用Zワザは「わだつみのシンフォニア」。専用技はどちらもほかの二匹のものより威力が若干高い。
トレーナーでは「スカーレット・バイオレット」でブルベリーグ四天王のタロが使用する。
アニメ『サン&ムーン』では、バトルロイヤルに出場している女性トレーナーのポケモンとして登場している。後に106話ではイアのオシャマリが進化し、120話ではスイレンのオシャマリも進化した。
漫画版『ポケットモンスターSPECIAL』14章では、ハウのパートナー兼主力として登場する（アシマリが進化した個体）。サンのガオガエン、ムーンのジュナイパーとは同郷でククイ研究所出身である。

## ツツケラ
| 分類: きつつきポケモン         | タイプ: ノーマル/ ひこう | 高さ: 0.3m   | 重さ: 1.2kg        |
| 特性: するどいめ/ スキルリンク | かくれ特性: ものひろい   | 進化前: なし | 進化後: ケララッパ |

キツツキのような姿をしたポケモン。
16連打毎秒でどんなに固い木でもつつき、開けた穴に木の実を貯蔵する。その時に首を大きく揺さぶるが、首の筋肉が強いためダメージはない。木の実は大好物であり、その種を利用して相手を攻撃する。
アニメ『サン&ムーン』第4話にて群れで登場した。声優は金魚わかな、國立幸など。

## ケララッパ
| 分類: ラッパぐちポケモン       | タイプ: ノーマル/ ひこう | 高さ: 0.6m       | 重さ: 14.8kg       |
| 特性: するどいめ/ スキルリンク | かくれ特性: ものひろい   | 進化前: ツツケラ | 進化後: ドデカバシ |

ツツケラの進化形。進化して嘴が長くなった。
口内にためた種をマシンガンのように発射する。クチバシを反り返せる事で100種類の様々な鳴き声を出して縄張りをアピールするが、基本的にうるさい為周囲の家から顰蹙を買っている。
アニメ『サン&ムーン』第4話にてツツケラ達の群れのサブリーダーとして登場。

## ドデカバシ
| 分類: おおづつポケモン         | タイプ: ノーマル/ ひこう | 高さ: 1.1m         | 重さ: 26.0kg |
| 特性: するどいめ/ スキルリンク | かくれ特性: ちからずく   | 進化前: ケララッパ | 進化後: なし |

ケララッパの進化形。オオハシのような外見となった。
嘴を加熱して戦う。その温度は摂氏100度を超え、うかつに触ると大火傷してしまう。また、体内のガスを爆発させ発射する木の種は大岩をも粉々にする事が出来、専用技「くちばしキャノン」もこの原理を応用した技となっている。嘴をたたき合わせて仲間とコミュニケーションをとる。また、つがいが中睦まじいことで知られているため、縁起ものの代わりに結婚式に連れて来られることもある。
本編では「サン・ムーン・ウルトラサン・ウルトラムーン」で四天王のカヒリがエースポケモンとして使用する。「スカーレット・バイオレット」ではゼイユが「藍の円盤」編以降で使用する。
アニメ『サン&ムーン』第4話ではツツケラやケララッパの群れのリーダーとして登場。声優は石塚運昇（石塚死去後はライブラリ出演）。他にも四天王であるカヒリ（声 - 優希知冴）のポケモンとしても登場、ニックネームは「カツオ」。こちらの声優はザオボーのスリーパーを担当したサンシャイン池崎。

## ヤングース
| 分類: うろつきポケモン         | タイプ: ノーマル           | 高さ: 0.4m   | 重さ: 6.0kg        |
| 特性: はりこみ/ がんじょうあご | かくれ特性: てきおうりょく | 進化前: なし | 進化後: デカグース |

マングースの姿をしたポケモン。
鋭い牙でなんでも噛み砕く習性を持つ。体色が茶色で上下の毛皮が黄色いのが特徴。元々、アローラには住んでおらず、ある時にコラッタが大量発生したため、別の地方から連れて来られた。餌を探してうろつく習性があるが、日が暮れる頃には疲れ果ててそのまま眠ってしまう。胴体のほとんどが胃袋で空腹になると凶暴さが増す。
アニメ『サン&ムーン』第1話にてスカル団のポケモンとしてこれ以降も度々登場し、第9話では野生の個体が登場。声優はかないみか。

## デカグース
| 分類: はりこみポケモン         | タイプ: ノーマル           | 高さ: 0.7m         | 重さ: 14.2kg |
| 特性: はりこみ/ がんじょうあご | かくれ特性: てきおうりょく | 進化前: ヤングース | 進化後: なし |

ヤングースの進化形。進化して四足歩行から二足歩行になった。日中しか進化できない。
獲物の通り道に張り込んで狙う。昼行性で、日が暮れると体力が尽きて眠ってしまう。コラッタやラッタが好物だが、活動時間が異なるためありつけていない。ホシガリスは単純で物足りない。
『サン』で登場する最初のぬしポケモンである（『ムーン』ではリージョンフォームのラッタが登場）。
アニメ『サン&ムーン』ではゲーム版同様、ぬしポケモンおよびその仲間として通常の個体が登場。通常の個体はその後、ジュンサーの相棒となる。また、コラッタやラッタを追い払ったというイメージ画像はガンバの冒険のノロイを彷彿とさせる。声優は通常サイズは石川界人、ぬしポケモンのデカグースはうえだゆうじ。

## アゴジムシ
| 分類: ようちゅうポケモン | タイプ: むし     | 高さ: 0.4m   | 重さ: 4.4kg        |
| 特性: むしのしらせ       | かくれ特性: なし | 進化前: なし | 進化後: デンヂムシ |

クワガタムシの幼虫のような外見。
天敵である鳥ポケモンに襲われないように電気タイプの住処を生息地にしており、普段は地面の中で暮らして進化の時を待つ。巣穴に人間の手や他所のポケモンが侵入してくると、顎で反撃する。顎の力は強く、天敵であるココガラも思わず逃げ出すほど。主食は樹液であり、その丈夫な顎で樹木を削って啜り出す。
アニメ『サン&ムーン』第1話にて野生で登場した。初期のエピソードではサトシにゲットされかけるシーンがあった。

## デンヂムシ
| 分類: バッテリーポケモン | タイプ: むし/ でんき | 高さ: 0.5m         | 重さ: 10.5kg       |
| 特性: バッテリー         | かくれ特性: なし     | 進化前: アゴジムシ | 進化後: クワガノン |

アゴジムシの進化形。進化して電車のような外見になった蛹のポケモン。
食べた物を消化する時に発生した電気エネルギーを体内にためる習性がある。そのため、他の電気ポケモン（特にクワガノン）に予備電源として使用される。落ち葉の下に眠るため、誤って踏むと感電する恐れがある。蓄電量は一般家庭の24時間の消費電力に相当する。
マーマネのポケモンとして登場し、アニメ『サン&ムーン』でもマーマネのポケモンとして登場。サトシが森で捕まえ、マーマネのトゲデマルとのバトルの末にゲットされた。声優は石塚運昇が担当しており、石塚の死去後はライブラリ出演となっている。他にもマーマネのライバル・ハヤテのポケモンとしても登場するが、色違いの赤いデンヂムシである。

## クワガノン
| 分類: くわがたポケモン | タイプ: むし/ でんき | 高さ: 1.5m         | 重さ: 45.0kg |
| 特性: ふゆう           | かくれ特性: なし     | 進化前: デンヂムシ | 進化後: なし |

デンヂムシの進化形。クワガタムシをモチーフにしたポケモンで、同じ「くわがたポケモン」のカイロスと比べ、よりそれらしい外見となった。なお、アローラに生息するカイロスやヘラクロスのライバルとされている。進化の為には強い磁場が必要になる。体色は緑がかった紺色（色違いは灰色がかった白）。
大きな顎に電気エネルギーをためて発射する。その電気エネルギーは天敵としていた鳥ポケモンを感電(ときにはKO)させるほど。また、一度にたくさんの電気を発射するとしばらく充電に時間がかかるため、デンヂムシを抱えて予備バッテリーにすることがある。飛行能力も高く、障害物を避けながら高速で飛行できる。
何故か磁場が強い場所でしか進化できない（『サン・ムーン』ではポニの大峡谷、『ウルトラサン・ウルトラムーン』ではそれに加えホテリ山でレベルアップすることで進化する）。第8世代では磁場が発生する場所が無くなった為、かみなりのいしで進化する方法に変わっている。
「ウルトラサン・ウルトラムーン」ではスカル団ボスのグズマが『サン・ムーン』で使用していたアリアドスを変更させる形で使用する。
ゲームではホクラニ天文台のぬしポケモンとして登場するほか、マーマネのポケモンとして登場。また、アニメでもマーマネのデンヂムシが進化した姿で登場し、同時に勇敢な性格となった。声優はうえだゆうじ。

## マケンカニ
| 分類: けんとうポケモン             | タイプ: かくとう         | 高さ: 0.6m   | 重さ: 7.0kg        |
| 特性: かいりきバサミ/ てつのこぶし | かくれ特性: いかりのつぼ | 進化前: なし | 進化後: ケケンカニ |

ヤシガニがモチーフのポケモン。クラブやヘイガニと同様にカニをモチーフとしたポケモンだが、みずタイプではない（みずタイプの技は覚える）。
ハサミはボクシンググローブのような形状をしており、挟むより殴る方に特化している。木を殴ってトレーニングしつつ落とした木の実を食べるが、時々ナッシーを木と間違えることがあり、アローラの個体に関しては振り落とされた挙句踏みつけられてしまう。他の個体と喧嘩する際もハサミで殴り合い、泡を吹いて倒れた方が負け。ハサミは捥げやすいがすぐに新しく生える。ハサミはコクがあり美味しいらしく、よくパエリアの材料にされる。。ゲーム本編では木の実の山から時々出てくる。
アニメではメレメレ島のしまキング・ハラの手持ちとして登場し、サトシとの大試練で一番手を担った。声優は武隈史子。

## ケケンカニ
| 分類: けがにポケモン               | タイプ: かくとう/ こおり | 高さ: 0.7m         | 重さ: 180.0kg |
| 特性: かいりきバサミ/ てつのこぶし | かくれ特性: いかりのつぼ | 進化前: マケンカニ | 進化後: なし  |

マケンカニの進化形。ラナキラマウンテンでレベルアップすると進化する。『スカーレット・バイオレット』からは、新たにこおりのいしを使うことで進化するようになった。マケンカニがトップを目指そうとして雪山に迷い登り、極寒の環境に耐えるうちに適応して白い体毛が生えて進化し、こおりタイプが追加された。
分類に反し、ケガニよりもどちらかというとイエティクラブ（コシオリエビの仲間キワ・ヒルスタ）のような外見をしている。両腕のハサミが拳のように変化した。喧嘩っ早い性質で、とにかく見境なく冷気を込めたハサミで殴りまくり、その威力は分厚い氷の塊をも粉々に粉砕するほどと言われている。威力の代償として足が遅いのが弱点であり、万一の時にはハサミを切り離してロケットのように飛ばして殴る。口から氷の泡で相手の動きを封じることもある。また、雪崩を押し返したという記録もある。ハサミがおいしく、わざわざ山にグルトンを連れて探しにくるトレーナーも多いほど。専用技「アイスハンマー」は、拳を降り下ろして殴る強力な技だが攻撃後はすばやさが下がる、「アームハンマー」のこおり版。
ゲームでは「サン・ムーン・ウルトラサン・ウルトラムーン」ではしまキング兼四天王のハラや、その孫でライバルのハウが使用する。「スカーレット・バイオレット」ではジムリーダーのハイダイがエースポケモンとして使用し、テラスタルでみずタイプに変える。
アニメにおいても、第60話でハラのマケンカニが進化する形で初登場。声優は櫻井トオル。

## オドリドリ
| 分類: ダンスポケモン | タイプ: 本文参照/ ひこう | 高さ: 0.6m   | 重さ: 3.4kg  |
| 特性: おどりこ       | かくれ特性: なし         | 進化前: なし | 進化後: なし |

踊り子のような意匠を持つ小鳥のようなポケモン。
アローラ地方の4つの島、および『スカーレット・バイオレット』の各エリアおよび地方ごとに、それぞれ姿が異なるオドリドリが生息しており、姿によってタイプが変わる。また、特定のミツを吸うことで姿を変えることもできる。女性的な外見通りメスが多く、オスも存在するが数は少ない。専用特性「おどりこ」は相手が使用した「～のまい」系の技を自分も使用できるというもの。専用技「めざめるダンス」は、スタイルに応じてでんき・エスパー・ほのお・ゴーストのどれかのタイプに変化する攻撃技。なお、それぞれのスタイルの色は島のシンボルカラーを表している。
ぱちぱちスタイル
タイプ：でんき/ひこう。
「メレメレ島」「パルデア地方南1番エリア」に生息。体色は黄色。やまぶきのミツを吸った姿。モチーフはチアガール。明るく陽気な踊りで相手の身も心も弾けさせ、相手に強烈な電撃パンチを喰らわせる。パルデアではあまり見かけない。メレメレは「黄色」を意味し、しまキングのハラも黄色いアロハシャツを着ている。
ふらふらスタイル
タイプ：エスパー/ひこう。
「アーカラ島」「テラリウムドーム」に生息。体色はピンク。うすもものミツを吸った姿。モチーフはフラダンス。穏やかな踊りで相手の身も心も蕩けさせるが、同時にサイコパワーを高めている。パルデアではあまり見かけない。テラリウムドームではコーストエリアに出現する。アーカラは「ピンク」を意味し、しまクイーンのライチもピンクのアクセサリーを愛用している。
めらめらスタイル
タイプ：ほのお/ひこう。
「ウラウラ島」「パルデア地方南3番エリア・東1番エリア・結晶洞窟」に生息。体色は赤。くれないのミツを吸った姿。モチーフはフラメンコ。羽を打ち合わせて発火する能力を持ち、情熱的で華麗な踊りで相手の身も心も焼き尽くす。パルデアの人々に人気。ウラウラは「深紅」という意味で、しまキングのクチナシも警官制服の下に赤いシャツを着ている。　
まいまいスタイル
タイプ：ゴースト/ひこう。
「ポニ島」「キタカミの里」に生息。体色は紫。むらさきのミツを吸った姿。モチーフは舞妓さん。幻想的かつ雅な踊りで死者の魂を呼び寄せ、呪いの力で敵の身も心も異界へと誘う。第7世代では殿堂入り後にしか入手できない姿である。パルデアではあまり見かけないが、キタカミの里ではこの姿のみ生息している。ポニは「紫」を意味し、しまクイーンのハプウも紫の帽子を着用している。
ゲームでは「サン・ムーン・ウルトラサン・ウルトラムーン」で四天王のカヒリがめらめらスタイルを、「スカーレット・バイオレット」で四天王のアオキがぱちぱちスタイルを使用する。
アニメでは「ぱちぱちスタイル」の個体がリーリエの執事・ジェイムズのポケモンとして登場。また、それ以外のスタイルが野生として何度か登場している。

## アブリー
| 分類: ツリアブポケモン     | タイプ: むし/ フェアリー   | 高さ: 0.1m   | 重さ: 0.2kg        |
| 特性: みつあつめ/ りんぷん | かくれ特性: スイートベール | 進化前: なし | 進化後: アブリボン |

ツリアブがモチーフ。バチュルやフラベベなどと同じく高さが最小で、重さもゴースなどに次いで軽い。
花のオーラを感じる力を持ち、花が咲くタイミングがわかる。また、花に似たオーラを持つ人間の頭の上に集まる習性がある。花の蜜が好物で、ガラル地方ではヒメンカのものを好む。クヌギダマが天敵。
アニメ『サン&ムーン』では野生の個体で初登場。

## アブリボン
| 分類: ツリアブポケモン     | タイプ: むし/ フェアリー   | 高さ: 0.2m       | 重さ: 0.5kg  |
| 特性: みつあつめ/ りんぷん | かくれ特性: スイートベール | 進化前: アブリー | 進化後: なし |

アブリーの進化形。羽根がリボン状になり、蝶のような外見となった。
花粉を集めて団子を作る。この団子には麻痺やめまいの効果があることがあり、アブリボンの武器にもなる。また、栄養満点な物もありサプリメントとして売られていることもある。この特性が専用技「かふんだんご」にも表れており、相手に使うとダメージを与えるが、ダブルバトルなどで味方に使うと回復させる。花粉が濡れてしまうため、雨を嫌う。
「ウルトラサン・ウルトラムーン」ではマツリカの試練のぬしポケモンとして登場。他に「サン・ムーン・ウルトラサン・ウルトラムーン」でキャプテンのマツリカ、「スカーレット・バイオレット」で主人公がニャオハを選んだ場合にチャンピオンのネモが「ゼロの秘宝番外編」以降使用する。
アニメ『サン&ムーン』では野生の個体として初登場。後にマツリカのポケモンとしても登場している。アローラリーグではスピードでマーマネのクワガノンを翻弄するも、挟み込まれて身動きが取れない状態で「シグナルビーム」を放たれ敗北。
第9シリーズではネモのポケモンとして101話から登場。ネモのパーモットと組んで、ロイのアチゲータやルカリオとダブルバトル。「ひかりのかべ」や「かふんだんご」でパーモットをサポートするも、パーモットがメガルカリオに倒されたことによりネモの敗北となった。

## イワンコ
| 分類: こいぬポケモン     | タイプ: いわ               | 高さ: 0.5m   | 重さ: 9.2kg        |
| 特性: するどいめ/ やるき | かくれ特性: ふくつのこころ | 進化前: なし | 進化後: ルガルガン |

柴犬ような見た目をした小さな犬のポケモン。
首筋にある岩を当てあって挨拶する。強い相手にも臆さず立ち向かう根性のあるポケモン。人懐っこくトレーナーの指示によく従うのだが、育っていくと気性がどんどん荒くなる。実際はイワンコ自体はそれによってトレーナーに迷惑をかける事は無く、トレーナーの元をいったん離れて進化の時を待つ。一方、気性の荒さに耐えかねて野生に放つトレーナーも少なくないが、その一方で利口な一面もあり主への恩は忘れない。野生では縄張りを巡ってガーディと小競り合いをする。
ゲーム、アニメいずれもククイ博士の手持ちとして登場し、デモンストレーションでククイ博士が使っている。チャンピオン防衛戦ではまひるのすがたのルガルガンに進化して先発で使用する。「スカーレット・バイオレット」ではチャンピオンランクのネモが使用し、その後はまひるのすがたのルガルガンに進化した。
アニメ『サン&ムーン』では第15話でククイ博士の手持ちではなく単なる居候であることが明かされ、同話でサトシにゲットされた。声優はロケット団のムサシ役の林原めぐみ。
第8シリーズ（『リコとロイの旅シリーズ）ではライジングボルテッカーズのメンバーであり料理人でもあるマードック（声 - 三宅健太）のパートナーの一体として登場。第98話で進化。声優は古都利咲希。
アプリゲーム『ポケモンマスターズEX』ではキリヤ（声 - 木村良平）のパートナーとして登場。
『ポケットモンスターSPECIAL』では、14章でロイヤルマスク（ククイ博士）、16章でネモの手持ちとして登場する。

## ルガルガン
| 分類: オオカミポケモン     | タイプ: いわ         | 高さ: 0.8m       | 重さ: 25.0kg |
| 特性: するどいめ/ 本文参照 | かくれ特性: 本文参照 | 進化前: イワンコ | 進化後: なし |

イワンコの進化形。進化前と比べ、オオカミのような外見となった。『ウルトラサン・ムーン』では専用Zワザ「ラジアルエッジストーム」が追加され、「ストーンエッジ」を覚えさせることで使用できる。進化する時間帯によってそれぞれ異なる姿に進化する。
まひるのすがた
高さ：上記参照、特性：するどいめ・すなかき、かくれ(夢)特性：ふくつのこころ。
ソルガレオの太陽のエネルギーの影響を受けて進化した姿。青空のように明るい青色の瞳を持つ。『サン』のみイワンコから進化する。『ムーン』でも日中に野生で出現する。
素早い動きで相手を撹乱するのが得意。すれ違う時に首や鬣の岩で攻撃する。トレーナーの命令は従順に受け入れ、小さいころから育てるとトレーナーを裏切らない相棒になる。専用技「アクセルロック」は、猛スピードで相手に突っ込み、首や鬣の尖った岩を突き刺す先制攻撃技。なお、たそがれのすがたでも習得可能。
『サン・ムーン』ではククイ博士、「ソード・シールド」では元チャンピオンで道場主のマスタード、「スカーレット・バイオレット」ではチャンピオンランクのネモがイワンコを進化させる形で、元ジムリーダーでアカデミー教師のタイムがそれぞれ先発として使用する。
アニメ版『サン&ムーン』では第15話にまよなかのすがたと共に登場。また、アーカラ島のしまクイーンであるライチの手持ちポケモンとしても登場。声優はうえだゆうじ。
第8シリーズではマードックのイワンコが進化して登場。マードックのお菓子を味見する内に丸々と太ってしまったが、マードックが再びブレイブアサギ号に乗ろうとした際には通常に戻っていた。こちらの声優はロイのタイカイデン役の畠中祐。
まよなかのすがた
高さ：1.1m、特性：するどいめ・やるき、かくれ(夢)特性：ノーガード。
ルナアーラの月のエネルギーの影響を受けて進化した姿。夜目のためか、瞳は真っ赤に輝く。『ムーン』のみイワンコから進化する。『サン』でも夜間に野生で出現する。
イワンコから一転して体色が赤く変化して2足歩行になり、人狼のような外見になった。敵を挑発して襲わせ、肉を切らせて頭突きを食らわせ、鬣の岩で骨を砕く。自分の力を引き出してくれるトレーナーには厚い信頼を寄せるが、逆に自分の納得のいかない指示を出すトレーナーや力量を認めていない者は言うことを聞かないどころか軽蔑し見下すため、使いこなすのは難しい。
素早さを活かした技を覚える「まひるのすがた」とは違い、受けを重視した技を覚える傾向がある。この形態における専用技は無い。
『サン・ムーン』ではキャプテン兼四天王のライチ、「スカーレット・バイオレット」では元ジムリーダーでアカデミー教師のタイムが使用する。
アニメ『サン&ムーン』では第15話で初登場。また、リーリエの兄であるグラジオの手持ちポケモンの一匹としても登場。アローラポケモンリーグでサトシのルガルガンに敗北。声優は三木眞一郎。
第8シリーズでは第41話にてドットの母・ブランカ（声 - くまいもとこ）のパートナーとして登場。おしゃべりなブランカとは正反対の冷静な性格。相性の悪いドットのクワッスと互角に戦える実力であと一歩のところまで追いつめるもクワッスの新たに覚えた「けたぐり」を食らい敗北してしまった。使用技は「カウンター」「いわおとし」。
たそがれのすがた
『ウルトラサン・ムーン』が初登場となる希少な姿。特性：かたいツメ。
まひるのすがたの体がベースで、まよなかのすがたの体の特徴が合わさったような姿をしている。オレンジ色の体毛は朝焼けや夕焼け、緑色の瞳はグリーンフラッシュを彷彿とさせる。なお、攻撃の際一時的に瞳が赤く輝く。まひるのすがたで習得できる「アクセルロック」とまよなかのすがたで習得できる「カウンター」を覚えられる特徴がある。まひるのすがたの冷静さとまよなかのすがたの獰猛さを併せ持ち、この姿が最も育成に手間取るともいわれている。
『ウルトラサン・ムーン』の早期購入特典で配信される特別なイワンコ（特性「マイペース」）をゲーム内時間でそれぞれ特定のLvと時間帯にレベルアップで進化させることでしか入手できない（ウルトラサンでは、ゲーム機本体の時間が夕方 17:00〜17:59の時点でイワンコがLv25以上、ウルトラムーンでは本体の時間が朝 5:00〜5:59の時点でLv25以上に成長させる必要がある）。なお、マイペース持ちのイワンコおよびこの姿のルガルガンからタマゴを作ると生まれるイワンコはマイペースを持つため、量産が可能である。
トレーナーでは「スカーレット・バイオレット」でアカデミー教師のタイムが使用。
アニメ版『サン&ムーン』ではサトシのイワンコが進化して初登場。アローラポケモンリーグ決勝戦でグラジオのルガルガンに勝利し、サトシはポケモンリーグ初優勝を果たした。声優はククイ博士役の中川慶一。
アプリゲーム『ポケモンマスターズEX』ではキリヤ（声 - 木村良平）のパートナーであるイワンコが進化した姿として登場。バディーズダイマックスわざではダイマックスを行う。

## ヨワシ
| 分類: こざかなポケモン | タイプ: みず     | 高さ: 0.2m   | 重さ: 0.3kg  |
| 特性: ぎょぐん         | かくれ特性: なし | 進化前: なし | 進化後: なし |

イワシのようなポケモン。潤んだような眼や、体には涙の滴のような模様を持つ。1匹ではとても小さく弱々しく、食べると美味らしく誰からも狙われているのだが、ピンチになると眼から光を放ちSOSを受け取った仲間が集結して陣形をとり、ギャラドスですら逃げ出すほどの巨大な怪魚の姿になる。このため人々には海の魔物として恐れられている。
たんどくのすがた
高さ・重さ：上記参照。通常時の1匹だけの姿。素早さを除くすべての能力が非常に低い。
むれたすがた
高さ：8.2m、重さ：78.6kg。レベル20以上になると特性「ぎょぐん」の効果により無数の仲間が終結し、この姿になる。HPが25%を切ると「たんどくのすがた」に戻ってしまう。素早さ以外の能力が飛躍的に上昇する一方、素早さは少し下がってしまう。
アニメ『サン&ムーン』では「たんどくのすがた」がアシマリのバルーンの中に三匹入っているという演出で登場した。その後、「むれたすがた」がぬしポケモンとして登場。スイレンとバトルし、彼女にZクリスタルの「ミズZ」を渡す。

## ヒドイデ
| 分類: ヒトデナシポケモン     | タイプ: どく/ みず         | 高さ: 0.4m   | 重さ: 8.0kg        |
| 特性: ひとでなし/ じゅうなん | かくれ特性: さいせいりょく | 進化前: なし | 進化後: ドヒドイデ |

外見は手足のない小柄な人型で髪の部分でオニヒトデをモチーフにしたポケモン。
頭の棘の部分に猛毒を備えており、獲物を突き刺した後10本もある触手でトドメを刺してしまう。サニーゴの頭のサンゴを大好物とし、ゲーム中でもサニーゴが助けを呼んだときに現れる。一方、寒冷なガラル地方ではサニーゴが死滅して亡霊であるガラルのすがたになってしまったため、ガラルの個体はサニーゴのサンゴの味を知らない。バチンウニも狙うが、痺れるトゲのせいでうまく食べられない。触手はちぎれるが、苦みと渋みが強く食用には向かない。
アニメ版ではロケット団のコジロウの手持ちとして登場。コジロウが自分の初恋のポケモンに似ているらしく、愛情表現として頭の触手でコジロウの顔に抱きついて、コジロウの顔をヒドイデそっくりにしてしまう。性別は♀。声優は武隈史子。これとは別に色違いの個体がヒドイデの失恋した先輩ヒドイデとして登場。こちらの声優はコジロウ役の三木眞一郎。

## ドヒドイデ
| 分類: ヒトデナシポケモン     | タイプ: どく/ みず         | 高さ: 0.7m       | 重さ: 14.5kg |
| 特性: ひとでなし/ じゅうなん | かくれ特性: さいせいりょく | 進化前: ヒドイデ | 進化後: なし |

ヒドイデの進化形。頭は大きくなったが、その分、体が小さくなった。12本の触手で海底を這って移動する。ドヒドイデが通った跡は、サニーゴのカスが残る。その毒にやられると三日三晩苦しんだ挙句後遺症まで残ってしまう。ハギギシリと争うが分が悪い。
専用技は「トーチカ」。「ニードルガード」や「キングシールド」のように相手の攻撃技を先制で防ぐことができるが、「トーチカ」の場合は直接打撃による攻撃を仕掛けた相手を毒状態にする。
本編では「(ウルトラ)サン・(ウルトラ)ムーン」でスカル団幹部のプルメリ、「ソード・シールド」でジムリーダーのルリナ、「スカーレット・バイオレット」でスター団のシュウメイが再戦時に使用する他、アカデミー教師のミモザがエースポケモンとして使用し、どくタイプへのテラスタルを行う。
アニメ版ではコジロウのヒドイデの元カレ・先輩ヒドイデが進化して登場。こちらは色違いの個体(但し本来の色違いとは別の色)。声優はロトム図鑑役の浪川大輔。

## ドロバンコ
| 分類: うさぎうまポケモン         | タイプ: じめん             | 高さ: 1.0m   | 重さ: 110.0kg      |
| 特性: マイペース/ じきゅうりょく | かくれ特性: せいしんりょく | 進化前: なし | 進化後: バンバドロ |

ロバをモチーフにしたポケモン。
足に泥がついており、その泥がグリップの役割を果たし、力強い走りを実現している。一方でマイペースな性格であり泥遊びが日課。
アニメ『サン&ムーン』ではポケモンスクールの生徒・カキが営む牧場のポケモンとして登場（声優はかないみか）。また、第57話では野生の個体が登場しており、カントー地方のプリン（マイク型マーカーを持つ個体）の歌で寝てしまい、顔を落書きされた（プリン本人は当然ドロバンコから「退屈だから寝た」と勘違いをしているだけで、自分の歌に催眠効果を持っている自覚がない）。

## バンバドロ
| 分類: ばんばポケモン             | タイプ: じめん             | 高さ: 2.5m         | 重さ: 920.0kg |
| 特性: マイペース/ じきゅうりょく | かくれ特性: せいしんりょく | 進化前: ドロバンコ | 進化後: なし  |

ドロバンコの進化形。進化前と比べ外見は更に馬らしくなったが、耳の形状や足元の泥など進化前の面影が若干残っている。ギャロップやゼブライカと異なりばん馬のようにずっしりとした体格で、伝説のポケモンを除くと最大の体重の持ち主。
土と唾液を混ぜ合わせて作られる特殊な泥は雨風に強く、昔の家の壁によく使われる。泥を纏わせた足から繰り出される蹴りは驚異的な破壊力を持ち、大型トラックさえ簡単にスクラップになってしまう。
しまクイーンのハプウがエースとして使用する他、ライドポケモンとして貸し出され、ひでん技「ロッククライム」のようにゴツゴツした岩肌の道も走破できる。新たに増えた「10まんばりき」というじめんタイプの攻撃技を覚える。パワーと重さを兼ね備えた打撃により巨大な蹄のエフェクトが現れるが、カビゴンやゴルーグなど重量級な他のポケモンも覚える。
「サン・ムーン・ウルトラサン・ウルトラムーン」ではしまクイーンのハプウが、「スカーレット・バイオレット」ではアカデミー教師のジニアが使用する。
アニメではアセロラのライドポケモンとして登場。ザオボーの発明の失敗で小さくなったサトシ達の前を通って波を起こした野生の個体が登場した。ハプウのポケモンとしても登場。通常より大きめの個体で、ピカチュウを追い詰めるもピカチュウに海水を浴びせられ水浸し状態になり、そのままZワザを受け敗北。使用技は「10まんばりき」、「じならし」、「ふみつけ」、「にどげり」。
第8シリーズでは第35話にてポケモンハンターの男性ボス（声 - 最上嗣生）のポケモンとして登場。じめんタイプということもありキャプテンピカチュウのでんき技を物ともしないが、最後はキャプテンピカチュウが部下のポケモンのストリンダーとオムスターに「かみなりパンチ」をぶつけたことにより、そのまま檻に入れられ敗北した。その後、ハンターの大ボス・お嬢や男性ボス、部下と共に逮捕されてしまった。使用技は「どろかけ」「じならし」「ふみつけ」。

## シズクモ
| 分類: すいほうポケモン | タイプ: みず/ むし   | 高さ: 0.3m   | 重さ: 4.0kg          |
| 特性: すいほう         | かくれ特性: ちょすい | 進化前: なし | 進化後: オニシズクモ |

ミズグモのようなポケモン。普段は水中にいるが餌がなくなると地上にあがる。上下に3本ずつ脚があり、上の3本で頭を覆う水泡を抑えており、時々こっそり入れ替えている。この泡は粘り気のある糸で作った物で滅多に割れない。アメタマとは仲が悪く、野生のものは日中しか出現しない。
アニメ『サン&ムーン』では野生の個体が登場。声優はうえだゆうじと櫻井トオル。うえだが演じるシズクモがスイレンに惚れたが、彼女のポケモンになることは叶わないまま終了した。

## オニシズクモ
| 分類: すいほうポケモン | タイプ: みず/ むし   | 高さ: 1.8m       | 重さ: 82.0kg |
| 特性: すいほう         | かくれ特性: ちょすい | 進化前: シズクモ | 進化後: なし |

シズクモの進化形。よりクモらしい外見となるとともに体が大きくなった。水泡を纏った頭部を活かしたヘッドバットが得意であり、小さなポケモンであればそのまま取り込まれて溺死してしまう。その後、大あごで噛み砕き捕食する。その一方でオニシズクモ自身は面倒見がよく、小さな仲間を水泡に入れて守ってあげる事もある。
「サン・ムーン・ウルトラサン・ウルトラムーン」ではキャプテンのスイレンが使用する他、「ウルトラサン・ウルトラムーン」ではせせらぎの丘のぬしポケモンとしても登場。「スカーレット・バイオレット」ではジムリーダーのカエデが使用する。
アニメでは野生のシズクモの群れのリーダーとして登場。

## カリキリ
| 分類: かまくさポケモン | タイプ: くさ             | 高さ: 0.3m   | 重さ: 1.5kg        |
| 特性: リーフガード     | かくれ特性: あまのじゃく | 進化前: なし | 進化後: ラランテス |

小柄なカマキリのような外見。頭に蕾のようなものを乗せている。
夜行性で昼間は光を浴びて眠り、夜になると寝床を探して歩き回る。進化後に美しくなるための光合成による栄養補給は欠かさず、邪魔するものには容赦しない。カリキリ専用の植木鉢を与えるトレーナーも多い。甘い香りを出している為、良くアブリーに群れられる。なお、虫がモチーフだがむしタイプではない。
アニメでは野生の個体が複数登場した。声優は清水理沙。

## ラランテス
| 分類: はなかまポケモン | タイプ: くさ             | 高さ: 0.9m       | 重さ: 18.5kg |
| 特性: リーフガード     | かくれ特性: あまのじゃく | 進化前: カリキリ | 進化後: なし |

カリキリの進化形。ハナカマキリのような外見となったが、進化後もむしタイプではない。日中しか進化できない。
「最も華やかなくさタイプ」と称される。花にそっくりな外見と匂いで獲物を引きつけて捕らえる。ドレディアと同様に手入れは重要であり、怠るトレーナーには懐かない。ただ、これを趣味とする好事家もいるらしい。見た目がむしポケモンに似ていることを逆手に取り、仲間に思わせて鎌で仕留める。鎌から放たれるビームは鉄板すらも一刀両断する。得意技「ソーラーブレード」は最初のターンで光を吸収し、次のターンで光の巨大な刃で斬りつける攻撃技。天気が「ひざしがつよい」状態だと即座に発動できる。「ソーラービーム」の物理版で「ビーム」より威力が高い一方、覚えるポケモンは比較的少ない。
ゲームではシェードジャングルのぬしポケモンとして登場する。「スカーレット・バイオレット」ではアカデミー教師のジニアが使用する。
アニメでは通常より巨大なぬしポケモンとして登場。声優は清水理沙。

## ネマシュ
| 分類: はっこうポケモン | タイプ: くさ/ フェアリー | 高さ: 0.2m   | 重さ: 1.5kg        |
| 特性: はっこう/ ほうし | かくれ特性: あめうけざら | 進化前: なし | 進化後: マシェード |

小さなキノコのようなポケモン。キノコの部分を発光させて、仲間とコミュニケーションを取る。
胞子の光には相手を眠らせる効果がある。夜行性で昼間は寝て樹液から養分を吸い取り、夜に目覚め新しい樹液を求め歩き回る。危険ではあるが、夜中に光り輝くネマシュが住む森を散策する観光ツアーがある。また、ネマシュがばら撒いた光る胞子を誘導灯と勘違いし、飛行機が大事故を起こしかけたこともある。
アニメ『サン&ムーン』では野生の個体が登場。キャンプに来ていたサトシ・ポケモンスクールの生徒達・そのポケモン達のエネルギーを吸い取り、体中をガリガリ状態にさせた（リーリエはゴールドスプレーを体中にかけていた為、平気だった）。サトシのエネルギーを吸うネマシュと吸われた分カレーを平らげてエネルギーを補給するサトシの壮絶な持久戦も繰り広げられた。声優は清水理沙。
実写映画『名探偵ピカチュウ』では野生の個体が群れで登場。フシギダネと共にピカチュウを助けた。こちらは本家と違い飛ぶ。

## マシェード
| 分類: はっこうポケモン | タイプ: くさ/ フェアリー | 高さ: 1.0m       | 重さ: 11.5kg |
| 特性: はっこう/ ほうし | かくれ特性: あめうけざら | 進化前: ネマシュ | 進化後: なし |

ネマシュの進化形。進化して傘が巨大になり、体形も人型に近くなった。
眠らせた相手の精気を吸い取る習性があり、マシェードの住む森に入った人が、マシェードの放つ光によって帰れなくなったという噂がある。吸った精気を仲間に送って助ける事もある。縄張りを巡ってパラセクトと争うことがある。
アニメ『サン&ムーン』では野生のネマシュが進化して登場。声優は清水理沙。
テレビアニメ第8シリーズ（『リコとロイの旅シリーズ』）では第24話にてリコの祖母であるダイアナの棲んでいる古城にいる野生のポケモンとして登場。その後の第25話では襲撃してきたオニキスのキョジオーンによってしおづけ状態にされていたが、描写は無いものの後にダイアナが救出したおかげで大事には至らなかった。

## ヤトウモリ
| 分類: どくトカゲポケモン | タイプ: どく/ ほのお | 高さ: 0.6m   | 重さ: 4.8kg                      |
| 特性: ふしょく           | かくれ特性: どんかん | 進化前: なし | 進化後: エンニュート（メスのみ） |

イモリとドクトカゲをモチーフにしたポケモン。
頭部には二本の特徴的なトサカのような物があり、バンダナを被った盗賊の様な姿をしている。腹部から尻尾の先には溶岩のような模様があり、そこから火が放出される。
主に火山や乾いた岩場に生息する。体液を燃やして毒ガスを吐く。エンニュートの元で逆ハーレムを形成して生活する。フェロモンを発するガスを作れる♀が♂を従える習性で、♂のとってきた獲物も殆どが♀に貢がれるため、♂は栄養不足になり進化できないという。餌を取れないとエンニュートにお仕置きされてしまう。獲物を背後から強襲したり、挑発して狭い岩場に誘導し、毒ガスを吸った相手をフラフラに弱らせてから襲い掛かるが、元々フラフラしているパッチールは苦手。
系統専用特性「ふしょく」はどくタイプやはがねタイプにも毒状態にさせることができる。
アニメではスカル団のポケモンとして登場したほか、リーリエの卵を狙う（これがリーリエがポケモンの卵に触るきっかけとなる）野生ポケモンとして登場。

## エンニュート
| 分類: どくトカゲポケモン | タイプ: どく/ ほのお | 高さ: 1.2m         | 重さ: 22.2kg |
| 特性: ふしょく           | かくれ特性: どんかん | 進化前: ヤトウモリ | 進化後: なし |

♀のヤトウモリの進化形。進化前と比べ二足歩行が可能になり、体型もよりシャープとなった。
♀が♂を従える社会形態で、♂の食べ物が♀に貢がれるため慢性的に栄養が不足し、♀しか進化できない。ヤトウモリの♂の集団を引き連れて逆ハーレムを形成し、エンニュート同士で争う際は逆ハーレムの規模（引き連れる♂の数）で勝敗が決まる。毒ガスは多くのフェロモンが含まれており、薄める事で官能的な香水が出来上がる。なお、ミツハニーと同じく♂のヤトウモリの方が出現率が高いため、♀をゲットするのも至難の業である。
ゲームでは「サン・ムーン」でヴェラ火山公園のカキの試練のぬしポケモンとして登場する他、カキ自身の手持ちにも入っており、スカル団幹部のプルメリも使用する。「ソード・シールド」ではジムリーダーのカブやマクロコスモスのオリーヴ、マスター道場の女将であるミツバが使用する。
アニメではルザミーネの手持ちとして登場し、マザービーストに操られ、サトシ達を妨害するも、カキのバクガメスとガラガラの攻撃で挟み撃ちにされ敗れ去った。その後、別の個体がゲームと同様にプルメリが使用。

## ヌイコグマ
| 分類: じたばたポケモン   | タイプ: ノーマル/ かくとう | 高さ: 0.5m   | 重さ: 6.8kg        |
| 特性: もふもふ/ ぶきよう | かくれ特性: メロメロボディ | 進化前: なし | 進化後: キテルグマ |

見た目はレッサーパンダで小熊のぬいぐるみのような外見をしたポケモン。顔と体はピンク、耳は白、手足は黒。
可愛らしく小柄で女性に人気だが、手足をバタバタさせた状態でぶつかると、プロレスラーでも吹っ飛ばされるので危険。ヌイコグマ自身は懐いた相手や仲間以外に触られる事を嫌う。おしりに表示ラベルのような器官があり、そこから匂いを出して仲間とコミュニケーションをとる。
系統専用特性「もふもふ」は直接攻撃のダメージを半減するが、ほのお技による被ダメージが2倍になってしまう。
『ポケモンパペット劇場 パペモン!』では第5話で初登場。ヤンチャムと力比べをしていたが、ヤンチャムが「新しい友達に怪我させたくない」と言って、和解する。その後、友情の印として力強くヤンチャムに抱きついた。
アニメではエーテルパラダイスにて保護されているシーンがある。96話では同じくエーテルパラダイスに保護されている個体が一匹登場し、キテルグマ（ムサシ達を連行する個体、同話で♀と判明）の子供である事が判明した。それ以降は母親と共に準レギュラー役としていずれかのエピソードで度々登場し、103話からはムサシ達を連行している。最終話でムサシのミミッキュとコジロウのヒトイデと共に暮らすようになっている。声優は藤田ニコル。

## キテルグマ
| 分類: ごうわんポケモン   | タイプ: ノーマル/ かくとう | 高さ: 2.1m         | 重さ: 135.0kg |
| 特性: もふもふ/ ぶきよう | かくれ特性: きんちょうかん | 進化前: ヌイコグマ | 進化後: なし  |

ヌイコグマの進化形。進化して二足歩行になった。着ぐるみのクマのような外見をしている。
手足の筋肉の発達は元より背筋力は1トンを超えており非常に危険なため、生息地は基本的に立ち入り禁止になっている。仲間と抱きしめ合う生態を持ち、トレーナーに抱きつくこともあるが、その豪腕で背骨を折られ命を落とすトレーナーも少なくない。仕留めた獲物は両脇に抱えて持って帰ってしまう。
トレーナーではエーテル財団代表のルザミーネやしまキング兼四天王のハラが使用する。アプリゲーム『ポケモンマスターズEX』ではライヤーの臣下であるドリバル（声 - 黒田崇矢）がバトルヴィラで使用。
アニメ『サン&ムーン』では野生のポケモンとして登場。いずれかのエピソードで度々ムサシ達を回収する準レギュラー役として登場し、ムサシ達の退場台詞は「何この感じ〜!?」に変更されている。ムサシ達に対して給餌をしているが、なぜそこまで彼らを気に入っているのかは一切不明。また、第1話でサトシとピカチュウを追い回している。ヤレユータンとは知り合いのようである。96話で♀である事が判明し、同時にエーテルパラダイスにいたヌイコグマとは親子である事も判明した。最終話でムサシ達がカントー地方に帰り、ムサシのミミッキュとコジロウのヒトイデと共に暮らすようになっている。声はかないみか。アニメ版ポケットモンスターの登場人物の当該セクションも参照。
『大乱闘スマッシュブラザーズ SPECIAL』では、モンスターボールから出現するサポートキャラクターとして登場。のっしのっしと歩いて相手に強烈なアッパーを食らわせる。声優はアニメ版と同じかないみかが担当。

## アマカジ
| 分類: フルーツポケモン       | タイプ: くさ               | 高さ: 0.3m   | 重さ: 3.2kg        |
| 特性: リーフガード/ どんかん | かくれ特性: スイートベール | 進化前: なし | 進化後: アママイコ |

果物のような外見をしている。ピンクの体に緑のヘタで、色違いはヘタの色が紫になっている以外はそのままである（アママイコやアマージョも同様）。
体から甘い匂いを出す。その匂いに誘われた鳥ポケモンに襲われるが、あまり賢くないため遊び相手と勘違いし、果てにはドデカバシに丸呑みにされたり、ヨクバリスに連れ去られる。ただし人間が食べるには甘すぎ、汗をジュースにして飲むと程よい甘さになるらしい。メスしかいない。
アニメ『サン&ムーン』ではポケモンスクールの生徒・マオの手持ちとして登場。声は藤村知可。

## アママイコ
| 分類: フルーツポケモン       | タイプ: くさ               | 高さ: 0.7m       | 重さ: 8.2kg        |
| 特性: リーフガード/ どんかん | かくれ特性: スイートベール | 進化前: アマカジ | 進化後: アマージョ |

アマカジの進化形。手足が生えて人型に近い外見になった。
身を守るために頭のヘタが発達し硬くなったので、とりポケモンに襲われても平気。いつも元気に飛び跳ねており、その元気な姿といい香りが周囲のポケモンを引き寄せる。匂いを嗅ぐと幸せな気持ちになる。つついてくるアオガラスにはヘタで殴りつけてから蹴り技をお見舞いする。
アニメ『サン&ムーン』ではマオのアマカジが進化した形で登場。ヘタでモクローとニャースにビンタを喰らわせている。声は藤村知可。ゲーム版でもマオのポケモンとして登場している。

## アマージョ
| 分類: フルーツポケモン               | タイプ: くさ               | 高さ: 1.2m         | 重さ: 21.4kg |
| 特性: リーフガード/ じょおうのいげん | かくれ特性: スイートベール | 進化前: アママイコ | 進化後: なし |

アママイコの進化形で、マンゴスチンのような姿をしている。進化するためには「ふみつけ」を習得する必要がある。
女王のような外見となっており、頭に王冠のようなヘタがついている。このヘタは弱点であり、コノハナの鼻と同じく触れられると力が弱まってしまう。美脚のポケモンとして知られ、美容クリニックなどの広告のマスコットになっている。またその脚を利用した足技が得意であり、倒した相手を足蹴にして高笑いで勝利をアピールする習性がある。高貴な性格の持ち主で、よからぬ思いをもって近づくポケモンや人間はすぐに懲らしめてしまう。
トレーナーに対しても、息が合わなかったり、効果のない技を指示したときは、厳しいまなざしを向ける。敵に対しては一切の容赦がなく、相手の心と体に消える事の無い傷を残す。ウェーニバルを敵視している。専用技は「トロピカルキック」。
専用特性の「じょおうのいげん」は相手全体の先制攻撃を無効にする。
ゲーム版では「サン・ムーン・ウルトラサン・ウルトラムーン」でキャプテンのマオが使用し、「ソード・シールド」ではマクロコスモスのオリーヴが使用する他、クリア後のソッド&シルディのイベントでダイマックスさせられ暴れていた個体をジムリーダーのヤローが引き取ってキレイハナから変更する形で手持ちにしている。「スカーレット・バイオレット」ではジムリーダーのコルサが再戦時に使用する。
アニメ『サン&ムーン』ではマオのアマカジが最終進化した形として登場（ポケモンスクールのメンバーのポケモンの中では初の最終進化）。声は藤村知可。ゲーム『ソード・シールド』のストーリーの前日譚を描いたWEBアニメ『薄明の翼』では第4話にてゲームと同様にオリーヴ（声 - 長尾歩）のポケモンとして登場。

## キュワワー
| 分類: はなつみポケモン                 | タイプ: フェアリー         | 高さ: 0.1m   | 重さ: 0.3kg  |
| 特性: フラワーベール/ ヒーリングシフト | かくれ特性: しぜんかいふく | 進化前: なし | 進化後: なし |

花輪を作って持ち運んでいるポケモン。外見とは異なりタイプはフェアリーのみとなっている（くさタイプの技は覚える）。性別はメスの比率が高い。
花輪は好意を持った相手に渡すという。栄養満点の蔓に付いた花からは馨しいアロマが漂い、その花を浮かべた風呂には高いリラックス効果がある。自分の体液を加えることで花の香りに癒し効果を加えることができる。各々身につける花が違う為、キュワワー毎に香りが違う。身体に付いた花は何故か枯れる事が無い。
専用技は「フラワーヒール」。「いやしのはどう」と同様に自分以外の対象の体力を最大の1/2だけ回復するが、「フラワーヒール」の場合はグラスフィールドが効いている状態で使うと回復量が2/3に増える。
アニメ『サン&ムーン』ではアローラ地方のジョーイのハピナスと共にポケモンとして登場。その香りを使って、ポケモンセンターでサポートをしている。後にアローラ地方に来ていたタケシに授けられ、彼のポケモンとなった。
似たようなポケモンで『クレッフィ』というポケモンもいる。

## ヤレユータン
| 分類: けんじゃポケモン           | タイプ: ノーマル/ エスパー | 高さ: 1.5m   | 重さ: 76.0kg |
| 特性: せいしんりょく/ テレパシー | かくれ特性: きょうせい     | 進化前: なし | 進化後: なし |

オランウータンや軍師がモチーフ。団扇のような葉っぱを持っており、これはヤレユータンの手作りらしい。マントのような紫色の毛は歳を取るごとに長くなる。
ポケモンの中では一番賢いとされており、モンスターボールを含めた人間の道具を使うことがあるらしく、ポケモントレーナーの様にボールからポケモンを出して命令したという事例も目撃されている。未熟なトレーナーを見下す習性を持つ為、ベテラントレーナーでなければ扱う事は難しい。森の中に1匹で住み、瞑想をしている様子から人間に「森の人」と呼ばれており、昔は人間だったとも考えられていた。海に出向きヤドキングと討論を行う様子が目撃されている。ヤレユータン同士は非常に仲が悪く、どちらが賢いか知恵比べを繰り返す。専用技は「さいはい」。選んだ相手が最後に使った技を再度使わせる。
「スカーレット・バイオレット」ではアカデミー校長のクラベルが先発として使用する。
アニメ『サン&ムーン』では野生の個体が初登場。とある森の中に店を開いており、マオとサトシも訪問していた。マオの父の師匠的存在で、アイナ食堂の料理はすべて彼から教わった。キテルグマ（ムサシ達を連行する個体）とは知り合いのようで互いに食料を分け与えていた。その後も何度かゲストとして登場している。使用技は「ねんりき」「さいはい」。声優は石塚運昇（86話以降はライブラリー出演）。

## ナゲツケサル
| 分類: れんけいポケモン | タイプ: かくとう     | 高さ: 2.0m   | 重さ: 82.8kg |
| 特性: レシーバー       | かくれ特性: まけんき | 進化前: なし | 進化後: なし |

キツネザルのような外見をしたポケモン。
ボスを中心とする20匹前後の群れを作る。その結束は非常に固く、決して仲間を見捨てない。それぞれが決まった役割を持つ為、厳しい自然の中でも生き延びる事が出来る。木の実を投げつける技が得意で、その技は群れのリーダーから仲間に相伝されていく。群れによって腕に貼る葉っぱの枚数や貼る位置が異なる。木の実の殻をヘルメットのように頭に被り、まるでラグビーのような戦術を得意とする。木の実による攻撃は多彩であり、固い実による攻撃のほか、柔らかい実で相手の視界を奪うこともある。エテボースの群れと縄張りを巡って争うが、結果はいつも五分五分になる。ボールを投げるのがうまいトレーナーの指示は聞くが、下手くそな場合は例外。専用特性「レシーバー」は、倒された味方の後に交代で出すと、自分がその味方の特性に変化し引き継ぐ。
「スカーレット・バイオレット」ではスター団かくとう組 チーム・カーフのボスであるビワが使用する他、したっぱたちも団ラッシュで使用する。
アニメではタイニー率いるメレメレ島のナゲツケサルとカギヅメ率いるアーカラ島のナゲツケサルがボスを決める争いをしていた。最後はナゲツケサルに変装したサトシが群れのボスとなったものの、そのままククイ博士の家まで運ばれた。なお、他のナゲツケサルの名前はテレビ放送の字幕で判明している。声優はタイニーはうえだゆうじ、カギヅメは三宅健太。なお、この回は海外版では諸事情により未放送となっている。また、アニメではこれら以外にも別個体がゲストとして何度か登場している。

## コソクムシ
| 分類: そうこうポケモン | タイプ: むし/ みず | 高さ: 0.5m   | 重さ: 12.0kg         |
| 特性: にげごし         | かくれ特性: なし   | 進化前: なし | 進化後: グソクムシャ |

フナムシやワラジムシのようなポケモン。
とても臆病で、うかつに近寄ると所持していた物を捨ててでも慌てて猛スピードで逃げ出してしまう。その一方で好奇心も食欲も旺盛であり、初めて見る物には近寄ってくることも。雑食性で何でも食べる為、「自然の掃除屋」と呼ばれている。ときどきキラキラ輝く「何か」を持っていることがあるため、ニャースやヤミカラスに狙われることもある。
アニメでは野生の個体として登場。

## グソクムシャ
| 分類: そうこうポケモン | タイプ: むし/ みず | 高さ: 2.0m         | 重さ: 100.8kg |
| 特性: ききかいひ       | かくれ特性: なし   | 進化前: コソクムシ | 進化後: なし  |

コソクムシの進化形。オオグソクムシと鎧武者をモチーフにしたポケモンで体が大きくなり、二足歩行になった。
固い鎧におおわれており、一部の前脚には厚い装甲と鋭く巨大な爪を持ち、この爪で空気や海水さえ一刀両断してしまう。勝つ為には一切手段を問わず、時には他の細長い前脚の小さな爪すら武器にしてしまう。普段は深海の岩穴で瞑想するように静かに暮らしている。沈没船を棲み処にしている事もあり、オトスパスと戦い、負けた方が餌となる。コマタナを子分として群れを作るキリキザンと同様に、たまにコソクムシを従えていることがあるが、全個体が必ずそうするわけではない。
得意技「であいがしら」は「ねこだまし」と同じくボールから出た直後のみ発動できるが、こちらはむしタイプで威力も高い攻撃技。ただし先制優先度は「ねこだまし」より低い「しんそく」「フェイント」と同じで、相手を怯ませる効果はない。
専用特性「ききかいひ」は自身のHPが半分を切った際に味方と強制交代する物であり、進化前の「にげごし」と効果は同じ。
ゲームでは『(ウルトラ)サン・(ウルトラ)ムーン』でスカル団ボスのグズマがエースポケモンとして、『ソード・シールド』でジムリーダーのルリナが使用する。
アニメ『サン&ムーン』でもゲームと同様にグズマのパートナーとして登場。圧倒的なパワーとタフさの持ち主であり、「であいがしら」や「アクアブレイク」、さらには「どくづき」の毒でピカチュウを苦戦させ、さらにはZワザすら受け流すなど、サトシの想像を遥かに超えるほどの強者である。アローラリーグでも2回戦でスイレンのアシレーヌを倒し、準決勝ではサトシのニャヒートを倒し、ピカチュウを苦しめたが、敗北した。使用技は「であいがしら」→「じごくづき」、「ミサイルばり」、「アクアブレイク」、「どくづき」。

## スナバァ
| 分類: すなやまポケモン | タイプ: ゴースト/ じめん | 高さ: 0.5m   | 重さ: 70.0kg       |
| 特性: みずがため       | かくれ特性: すながくれ   | 進化前: なし | 進化後: シロデスナ |

砂山がモチーフのポケモン。その正体は行き倒れた者の怨念が子供の作った砂山に乗り移ったもの。真ん中をトンネル状に貫通する穴がそのまま口になっている。
砂浜に潜み、捕まえたポケモンの生気を吸収する。頭に刺さっているスコップに触れた相手を操り、自らをさらに巨大にさせるらしい。頭のスコップはお気に入りであり、スコップを探しに来た持ち主の子供とムキになって喧嘩することもある。系統専用技「すなあつめ」は、体力を最大値の半分だけ回復する技だが、天気が「すなあらし」の場合、回復量が2/3にまで増える。
系統専用特性「みずがため」はみずタイプの攻撃技を受けると防御力が上がる効果だが、そもそもみず技が苦手なため実用上リスクが大きい。
アニメ『サン&ムーン』では野性の個体が登場。スコップをなくしてしまい、サトシが代用としてロトム図鑑を指したため、怒ってシロデスナに進化する。

## シロデスナ
| 分類: すなのしろポケモン | タイプ: ゴースト/ じめん | 高さ: 1.3m       | 重さ: 250.0kg |
| 特性: みずがため         | かくれ特性: すながくれ   | 進化前: スナバァ | 進化後: なし  |

スナバァの進化形。砂でできた城のような姿をしており、左右の塔に当たる部分を腕として動かす。スコップは柄の部分が頭に刺さり、対空レーダーのように回転する。
周囲の人間を操って自分の体を強化する。スナバァ同様、ポケモンを取り込み精気を吸い、取り込まれたポケモンの怨念は、新たなスナバァになる。また、シロデスナの下には精気を吸い尽くされ、白骨化した遺体が埋まっているという。ビーチに生息する癖に水が苦手であり、激しい雨に当たると形を維持できなくなる。
ゲームではキャプテン兼四天王のアセロラが切り札として使用する。「スカーレット・バイオレット」ではアカデミー教師のセイジが使用する。
アニメ『サン&ムーン』では野生のスナバァが進化して初登場。「すなあつめ」で巨大化するシーンがある。

## ナマコブシ
| 分類: なまこポケモン | タイプ: みず         | 高さ: 0.3m   | 重さ: 1.2kg  |
| 特性: とびだすなかみ | かくれ特性: てんねん | 進化前: なし | 進化後: なし |

ナマコをモチーフとしたポケモン。
暖かい浅瀬が棲み処。踏まれる等刺激を受けると内臓を口から吐き出して内臓で殴るように反撃する。砂浜や浅い海にたくさんいて観光客から気持ち悪がられているため、ナマコブシを沖合に投げるアルバイトが存在する。一方で、身体を包む粘液には保湿効果があり、日焼け後のスキンケアに利用されている。ナマコブシ自身は粘液のお陰でどれだけ陸にいても干からびる事は無い。
反撃の際に口から吐いた内蔵を拳で殴るように叩きつける他、ポケリフレでコミュニケーションを取っていると口から吐いた内臓でピースサインを行うなど芸をすることがある。
習得できる技は「がまん」「カウンター」「ミラーコート」及び変化技のみであり、自発的に攻撃する術を持たない。また技マシンで攻撃技を覚えず、変化技しか覚えないのはナマコブシが初かつ唯一である。
アニメでは野生の個体が初登場している。
『大乱闘スマッシュブラザーズ SPECIAL』では、モンスターボールから出現するサポートキャラクターとして登場。踏むと内臓が飛び出してパンチを繰り出す。相手に投げつけることも可能。声優はかないみか。

## タイプ：ヌル
| 分類: じんこうポケモン | タイプ: ノーマル | 高さ: 1.9m   | 重さ: 120.5kg        |
| 特性: カブトアーマー   | かくれ特性: なし | 進化前: なし | 進化後: シルヴァディ |

エーテル財団のSなる人物がウルトラビースト対策に独自に開発した、どんな状況にも対応できるよう様々なポケモンの力を合成して造られた人造のポケモン。鳥類を思わせるような前脚、哺乳類の脚に爬虫類のような鱗が生えたような後脚、魚の尾鰭のような尻尾、鳥を思わせる形状のトサカを有したキメラを連想させる姿をしている。頭部には制御装置の役割を果たしている仮面が取り付けられており、トサカも拘束されている。進化後のシルヴァディと鳴き声がほぼ同じだが、仮面の中で籠った様に聞こえる。
開発初期は「タイプ：フル」と呼ばれていた。しかし暴走を起こしたことで制御装置を取り付けられ、計画は凍結、存在を隠蔽、記録から抹消された。
ガラル地方では貴重な資料が何者かに盗まれ、ガラルで無断製造という形で新たに作られた。
進化後共々、扱いとしては伝説のポケモンに当たる。
ゲーム・アニメ共々グラジオのポケモンとして登場しているが、進化前からシルヴァディと呼ばれている。アニメ版の声優は櫻井トオル。

## シルヴァディ
| 分類: じんこうポケモン | タイプ: ノーマル | 高さ: 2.3m           | 重さ: 100.5kg |
| 特性: ARシステム       | かくれ特性: なし | 進化前: タイプ：ヌル | 進化後: なし  |

タイプ：ヌルの進化形。シルヴァディという名は、タイプ：ヌルを初めて進化させた少年（グラジオ）が名付けたもの。トレーナーとの絆が進化するための最後のファクターとされる通り、十分懐いた状態でレベルアップすることで進化する。
アルセウスを参考にして作られたとされる。信頼できるパートナーを得たことで、タイプ：ヌルの頭の鎧を破壊して進化した。鎧がなくなったことで俊敏になり、体重も大幅に軽くなる。野生的な気質になり感覚も研ぎ澄まされている。専用特性として「ARシステム」を搭載しており、頭部のドライブにメモリを挿入することで、体細胞を変異させてメモリに応じたタイプに変化させることができる。専用技は「マルチアタック」。マルチアタックはメモリを所持する事でタイプが変化する（初期状態はノーマル）。また、「りゅうせいぐん」や「てっていこうせん」などタイプに関係なく究極の技を覚えるが、なぜかくさタイプの御三家以外で「くさのちかい」を覚える（「ほのおのちかい」と「みずのちかい」は覚えない）。
グラジオのタイプ：ヌルが進化した姿として登場したが、殿堂入り後は主人公に託されている。また、アニメ『サン&ムーン』でもヌルが進化した姿として登場している。

## メテノ
| 分類: ながれぼしポケモン | タイプ: いわ/ ひこう | 高さ: 0.3m   | 重さ: 40.0kg |
| 特性: リミットシールド   | かくれ特性: なし     | 進化前: なし | 進化後: なし |

隕石がモチーフのポケモン。ナノ粒子が突然変異したことで生まれたポケモン。
大気圏に棲息しており塵を食べている。オゾン層に棲むポケモンの餌になっており、逃げる内に地上に落ちてくる。外殻に覆われた「りゅうせいのすがた」と、コアが剥き出しになった「◯◯いろのコア」の姿を持つ。コアの色は食べた塵によって変化し全8種類（赤、橙、黄、緑、水色、青、紫。色違いとして黒）が存在する。コアの状態だと短時間で消滅してしまうが、外殻を纏っている状態に近い状態になる為かボールに入れると生きながらえる事ができる。外殻自体も強度は低く、落下するだけで木端微塵に砕け散る。また、一度地上に降りた後宇宙に帰ろうとするが、叶わぬまま一生を終えるという。話しかけられたり触られたりすると反応を見せるが、意思によるものかは分かっていない。
アニメでは『サン&ムーン』第79話で色違いを除く各色の個体が登場。声優はロケット団のムサシ役の林原めぐみ。
りゅうせいのすがた
重さ：上記参照。通常時の姿。特性「リミットシールド」が効いている状態。野生の場合、この姿では何色のコアなのか見分けがつかない。
この姿ではすべての状態異常を防ぐが、「ねむる」を使った時など、コアの姿でかかった状態異常を治す効果はない。
◯◯いろのコア
重さ：0.3kg。一定以上のダメージを受け、特性「リミットシールド」が解除されるとこの姿になる。

## ネッコアラ
| 分類: ゆめうつつポケモン | タイプ: ノーマル | 高さ: 0.4m   | 重さ: 19.9kg |
| 特性: ぜったいねむり     | かくれ特性: なし | 進化前: なし | 進化後: なし |

コアラをモチーフにしたポケモン。抱き枕のような木に捕まっており、常に寝ている。色違いはこの木の色だけが変わり、逆にネッコアラ自身は通常も色違いも同じ色。
生まれた時から既に眠っており、そのまま一生を終える。これは餌である葉っぱに麻酔のような成分が入っているから。その為全ての行動が寝相である。ただしトレーナーの判別はできているらしく、良く懐いたネッコアラはトレーナーの腕にもしがみつくようになる。常に寝てるため、夢を食べるポケモンスリーパーなどに頻繁に狙われる。本当に深い眠り（いわゆる熟睡または爆睡）に落ちてしまうと一切動かなくなってしまう。よだれは麻酔薬になる。
専用特性「ぜったいねむり」の効果により常に「ねむり」状態に極めて近い状態になっている。この特性は複製・交換・無効化ができない。その為ステータス画面で確認できる状態異常（どく・やけどなど）や状態異常を解除する技や特性の効果が一切効かず、「いびき」「ねごと」を常に使える。一方で技「あくむ」「ゆめくい」や特性「ナイトメア」といった、ねむり状態に関連する技や特性の効果を必ず受け、「めざましビンタ」「たたりめ」による被ダメージは常に2倍といったデメリットもある。
ハウのポケモンとして登場しているが、『ウルトラサン・ウルトラムーン』ではケンタロスに取って代わられ、代わりにイリマが使用している。「スカーレット・バイオレット」ではジムリーダーのアオキが使用する（初戦では先発、再戦時はランダムで出す）。
アニメ『サン&ムーン』ではナリヤ・オーキド校長のポケモンとして登場し、ポケモンスクールでチャイムを鳴らすのを担当している。声優は菊地瞳。第56話でカントー地方からやって来た同地方のプリン（マイク型マーカーを持つ個体）の歌を眠ることなくフルコーラスまで聴いた為、ネッコアラを気に入り仲良くなる。

## バクガメス
| 分類: ばくはつがめポケモン | タイプ: ほのお/ ドラゴン | 高さ: 2.0m   | 重さ: 212.0kg |
| 特性: シェルアーマー       | かくれ特性: なし         | 進化前: なし | 進化後: なし  |

マタマタのような姿をしている。体色は赤だが、色違いだと茶色い。
甲羅の中に爆薬の層があり、甲羅の棘に触れると爆発する。火山の近くに生息し、硫黄を多く含む鉱物を食べるため、この硫黄が爆薬の成分として蓄積される。糞も爆発物であり使い道は広い。お腹にある星形の穴が弱点。専用技は「トラップシェル」。「カウンター」などのように自分は後攻になり、相手から物理攻撃を受けると相手全体に大ダメージを与える。もし相手から物理攻撃を受けなかった場合は不発に終わる。
本編では防衛戦の挑戦者のひとりであるリュウキが使用する。
アニメ『サン&ムーン』ではカキのパートナーとして登場。声は三宅健太。

## トゲデマル
| 分類: まるまりポケモン       | タイプ: でんき/ はがね | 高さ: 0.3m   | 重さ: 3.3kg  |
| 特性: てつのとげ/ ひらいしん | かくれ特性: がんじょう | 進化前: なし | 進化後: なし |

ハリネズミがモチーフ。エモンガ、デデンネ、パチリス、モルペコなどと同じくピカチュウに類似している電気ポケモン。
両頬にはこれらのポケモンと同じように電気袋を備える。但し自力で電気を生み出す事は苦手であり、雷を浴びてそれを電気袋に溜め込んでいる。興奮すると逆立つ毛は導雷針の役割を持つが、時にでたらめに電撃を撃ち出してくるので注意。得意技は「びりびりちくちく」。帯電する体毛を逆立てて相手に突撃し、ひるませる事がある。
マーマネの手持ちとして登場し、アニメ『サン&ムーン』においてもマーマネのパートナーとして登場している。ゲームとアニメ共々性別は♀。アニメでの声はかないみか。
『大乱闘スマッシュブラザーズ SPECIAL』では、モンスターボールから出現するサポートキャラクターとして登場。雷を引き寄せその場で放電する。転がって相手に近づくこともできる。声はマーマネのトゲデマル同様、かないみか。

## ミミッキュ
| 分類: ばけのかわポケモン | タイプ: ゴースト/ フェアリー | 高さ: 0.2m   | 重さ: 0.7kg  |
| 特性: ばけのかわ         | かくれ特性: なし             | 進化前: なし | 進化後: なし |

ピカチュウに擬態しているポケモン。通常時は、自身の能力で目や口のような模様を浮かび上がらせたボロ布をかぶった、化けた姿として活動している。本当の姿は不明（後述）だが、布の下には爪を持つ。ボロ布の胴体部分には、覗き穴を思わせる黒く細い楕円が2つある。背後にはピカチュウの尻尾のようにギザギザの形状をした木の棒を持ち歩き、これを振り回すことで「ウッドハンマー」を発動させる。また、ポケモンだと認識されたのはつい最近のことで、それまでは単に「布を被ったお化け」だと思われていた。
擬態している理由は、苦手な日光を避けることと、姿を人気のあるピカチュウに似せることで人間や他のポケモンと交流を図ることの2つである。この通りさみしがりな気質ではあるが、布の下の本体は、中身を見た学者がショック死した事例があるなど、世にも恐ろしい姿をしていることが示唆されている。何かの拍子で、布に傷がついたり、布の中に仕込まれた詰め物の首が折れてしまったりするとひどく悲しみ、徹夜して布を繕い元に戻す。自身がピカチュウでは無い事をバラした相手は刺し違えてでも必ず倒す。
専用特性は「ばけのかわ」。攻撃によるダメージのみを1戦に付き1度だけ無効化する。『ソード・シールド』からは特性発動時に最大HPの1/8のダメージを受ける。
また、ミミッキュをテーマにした「ミミッキュのうた」があり、歌詞の中にミミッキュの説明が書かれている。
ゲーム本編ではメガやす跡地でのアセロラの試練のぬしポケモンとなっている。「シールド」ではジムリーダーのオニオンが、「スカーレット・バイオレット」ではジムリーダーのライムが使用する。
『ウルトラサン・ウルトラムーン』では専用Zワザとして「ぽかぼかフレンドタイム」が追加された。
レーティングバトルSMリーグ・USUMリーグシングルバトルでは、毎シーズンのように使用率1位を記録し、使用率1位を特等席としていた。
ばけたすがた
攻撃を受ける前のミミッキュの姿。
ばれたすがた
攻撃を受けた後のミミッキュの姿。首が折れている。
アニメ『サン&ムーン』ではロケット団のムサシのポケモンとして登場。ピカチュウ全てに恨みを抱いているという設定でムサシにゲットされて以来、サトシのピカチュウを憎んでいる。基本的にピカチュウ以外が相手の場合はムサシの指示を平気で無視して攻撃しないことが多いが、ピカチュウが相手となると只ならぬ敵意を露にして襲いかかる。声優はロトム図鑑役の浪川大輔（第73話の番組表で判明）。また、アセロラのポケモンとしても登場し、ムサシのミミッキュとは異なる色違いの個体が存在。なお、アニメ版の設定では幽霊となっている。ムサシに専用Zクリスタル「ミミッキュZ」を授けた。こちらの声優は真堂圭。
カートゥーン風のWEBアニメ『ズルッグとミミッキュ』にも登場。ズルッグが食べていたポケマメの袋に入っていた個体で、ズルッグを散々からかうイタズラ者として登場。
『大乱闘スマッシュブラザーズ SPECIAL』では、モンスターボールから出現するサポートキャラクターとして登場。影の手で相手を捕らえ被り物の下で殴りつけ、蓄積ダメージが多いとその場で撃墜する専用Z技｢ぽかぼかフレンドタイム｣を使用。声優はムサシのミミッキュ同様に浪川大輔が担当。

## ハギギシリ
| 分類: はぎしりポケモン               | タイプ: みず/ エスパー     | 高さ: 0.9m   | 重さ: 19.0kg |
| 特性: ビビットボディ/ がんじょうあご | かくれ特性: ミラクルスキン | 進化前: なし | 進化後: なし |

カワハギがモチーフのポケモン。鋭い牙で貝などを割って食べる。ダイヤモンドよりも硬いシェルダーの殻はもちろん、ヒドイデの針も簡単に噛み砕いてしまう。特性「ビビットボディ」は「じょおうのいげん」と同様に相手からの先制技を受けない効果。牙にサイコパワーを纏わせて噛みつき、相手の防御壁をも噛み砕く、まさに「かわらわり」と同じ効果を持つエスパー物理攻撃技「サイコファング」を専用技としていたが、『ソード・シールド』からは他のポケモンも習得可能になった。
頭の突起から相手が気絶するほど強力なサイコパワーを出し、アローラ地方では危険ポケモン除けとしてビーチで放し飼いになっている。とても耳障りな歯ぎしりの音も出しており、辺りに響いてしまう。この音が苦手なためかどうかは明確ではないが、エスパー技が効かないあくタイプのサメハダーからも恐れられている。
アニメ『サン&ムーン』では野生の個体で初登場。サイコパワーでホエルコを溺れさせた。また、新無印編ではゴウもハギギシリをゲットしている。こちらの声優は林原めぐみ。

## ジジーロン
| 分類: ゆうゆうポケモン         | タイプ: ノーマル/ ドラゴン | 高さ: 3.0m   | 重さ: 185.0kg |
| 特性: ぎゃくじょう/ そうしょく | かくれ特性: ノーてんき     | 進化前: なし | 進化後: なし  |

映画『ネバーエンディングストーリー』に出てくるドラゴンのようなポケモン。名前の通り、老人のような風貌をしている。長い首を生やした緑色の巨体に白い体毛を生やしている。黄色い繋がり眉毛と顎にはヒゲのような出っ張りがある。
標高3000mの高山に住み、食糧を求めて麓に降りてくる。人懐っこく子供が大好きであり、子供と遊ぶ為に学校の校庭に姿を見せる事もある。子供を守ってくれる為奥さんも安心。一方で一度怒ると手がつけられなくなるほど暴れだし、怒りを乗せた激しい息吹は辺りを破壊しつくしてしまう。仲良しの子供がいじめられると、いじめた他の子供の家に出向いて復讐する。
本編では防衛戦の挑戦者のひとりであるリュウキが使用する。
アニメではマオやスイレンと仲良しのポケモンとして登場。おとなしそうに見えるが、ロケット団のような悪者には容赦なく襲いかかる。その後、ほしがりラプー（ゲンガー）に木の実を取られたり、カントー地方のプリン（マイク型マーカーを持つ個体）の歌で寝て落書きされたりしていた（プリン本人は当然ジジーロンから「退屈だから寝た」と勘違いをしているだけ）。声優はうえだゆうじ。

## ダダリン
| 分類: もくずポケモン | タイプ: ゴースト/ くさ | 高さ: 3.9m   | 重さ: 210.0kg |
| 特性: はがねつかい   | かくれ特性: なし       | 進化前: なし | 進化後: なし  |

舵輪と錨がモチーフで藻屑の魂から変じたポケモン。海のごみを藻屑で絡め取り身体を保っている。
船の錨と舵輪を藻屑で絡めており、その緑の藻屑が本体。本体は鎖のように長く延びる。両目はコンパスで片方が割れている。巨大な錨を振りまわしてホエルオーさえ一発KOさせるほどの圧倒的なパワーを誇る。同じく海藻のようなポケモンであるドラミドロと仲がいい。
専用特性「はがねつかい」は自分が使うはがねタイプの技の威力を1.5 倍に引き上げる効果がある。専用技はその錨を活用した「アンカーショット」。「かげぬい」と同じく攻撃と同時に相手を交代・逃走させなくする。
ゲーム『サン・ムーン』ではキャプテン兼四天王のアセロラが使用する。
アニメ『サン&ムーン』では野生の個体が初登場。舵輪を回すことで「うずしお」を起こしてサトシたちを苦しめたが、スイレンのアシマリのZワザ「スーパーアクアトルネード」の前に敗れ去った。声優は石川界人。
第8シリーズ（『リコとロイの旅シリーズ』）では別個体がラプラスの海賊団のメンバーとして登場。

## ジャラコ
| 分類: うろこポケモン     | タイプ: ドラゴン     | 高さ: 0.6m   | 重さ: 29.7kg       |
| 特性: ぼうだん/ ぼうおん | かくれ特性: ぼうじん | 進化前: なし | 進化後: ジャランゴ |

ウロコで覆われた体を持つドラゴンポケモン。
人気のない環境に集まり、互いに特訓しながら生きている。鱗を叩いて気持ちを伝える為、ジャラコの生息地では金属音が木霊する。強敵でも背を向けない勇敢な気質である為古代の戦士に好まれていた。
アニメではぬしポケモンの仲間として登場。

## ジャランゴ
| 分類: うろこポケモン     | タイプ: ドラゴン/ かくとう | 高さ: 1.2m       | 重さ: 47.0kg         |
| 特性: ぼうだん/ ぼうおん | かくれ特性: ぼうじん       | 進化前: ジャラコ | 進化後: ジャラランガ |

ジャラコの進化形。進化して二足歩行になっている。
群れを出て単独で修行を行う。戦う前に踊りで気を高める。頑丈な鱗は攻防一体の優れものであり、剥がれてもさらに強靭になって新しいものが生えてくる。鱗が剥がれ、傷だらけになっている程強く、倒した相手には傷を見せつける。剥がれ落ちた鱗は「勇者の証」と言われており、戦士の防具として再利用される他、現代ではその形状から鍋やフライパンに使われる事もある。
アニメではぬしポケモンの仲間として登場。後に別個体がサトシのピカチュウとバトルする。

## ジャラランガ
| 分類: うろこポケモン     | タイプ: ドラゴン/ かくとう | 高さ: 1.6m         | 重さ: 78.2kg |
| 特性: ぼうだん/ ぼうおん | かくれ特性: ぼうじん       | 進化前: ジャランゴ | 進化後: なし |

ジャランゴの進化形。厳しい修行の末に圧倒的な力を手に入れた。鎖のように連なった鱗の鎧が全身を覆う。
生まれ育った集落に戻り、ジャラコたちを少し離れた場所から見守っている。弱い相手とは戦おうとはせず、近づいた者には鱗を鳴らして度胸を試し警告する。それでも近づいてくる外敵には得意のアッパーカットで応戦する。ジャラランガが光輝く鱗を持つのは世界を覆う闇を打ち払うためという伝説があり、そのためジャラランガたちが戦いを求めるのは闇にも打ち勝つ力を身につけるためともいわれている。その鱗はエアームドの抜け落ちた羽根やココドラが進化する際に剥がれた鎧などと同様、武器や日用品に加工された過去がある。専用技は「スケイルノイズ」。『ウルトラサン・ムーン』では新たに専用Zワザ「ブレイジングソウルビート」が追加された。『ソード・シールド』では新たに専用技として「ソウルビート」を習得し、自分の体力を削って全ての能力を上げる。
ポニの大峡谷の試練のぬしポケモンとなっているほか、防衛戦の挑戦者のひとりであるリュウキがエースポケモンとして使用する。「ソード・シールド」では道場主のマスタードが使用する。「スカーレット・バイオレット」ではチャンピオンのネモが使用する。
アニメではぬしポケモンとして登場。

## カプ・コケコ
| 分類: とちがみポケモン | タイプ: でんき/ フェアリー | 高さ: 1.8m   | 重さ: 20.5kg |
| 特性: エレキメイカー   | かくれ特性: テレパシー     | 進化前: なし | 進化後: なし |

アローラ地方を構成する島の一つ、メレメレ島の守り神とされる伝説のポケモン。モチーフは鶏（もしくはガルーダ）。両腕に殻を持つ。殻を閉じても上部に隙間が生じ、長い髪が鶏冠のように伸びる。
好奇心旺盛でかつ怒りっぽい性格。人やほかのポケモンたちに興味を持ち、いっしょに遊んだり、勝負をしかけたりする。その一方で鳥頭であり、怒りっぽい割にその原因をすぐ忘れてしまう事も。両手に殻を持ち、閉じることで電気をためる。
『ソード・シールド』では有料追加コンテンツ(エキスパンション・パス)「冠の雪原」のマックスダイ巣穴を調査する『ダイマックスアドベンチャー』に出現。
とちがみポケモンは共通の専用技「しぜんのいかり」、専用Zワザ「ガーディアン・デ・アローラ」を持つ。
アニメ『サン&ムーン』でもメレメレ島の守り神として登場。サトシに「Zリング」を授けられ、彼の前に度々現れている。52話で他のカプ達と共にほしぐも（コスモウム）をソルガレオに進化させ、サトシの「Zリング」を「Zパワーリング」に変化させた。他にもディアのいる世界では色違いのカプ・コケコが登場している。声優は愛河里花子。
2017年春に公式のキャンペーンで「色違いの黒いカプ・コケコ」が配信された。ただしレベル60なので、ウラウラ島の大試練を成功させるまでは一切使えない。
『大乱闘スマッシュブラザーズ SPECIAL』では、モンスターボールから出現するサポートキャラクターとして登場。エレキフィールドを繰り出して、その場にいる相手に電気を浴びせる。声はアニメ版と同様に愛河里花子。

## カプ・テテフ
| 分類: とちがみポケモン | タイプ: エスパー/ フェアリー | 高さ: 1.2m   | 重さ: 18.6kg |
| 特性: サイコメイカー   | かくれ特性: テレパシー       | 進化前: なし | 進化後: なし |

アローラ地方を構成する島の一つ、アーカラ島の守り神とされる伝説のポケモン。モチーフは蝶。頭と胴に殻を持つ。殻を閉じても長い髪が触角のように伸びる。
無邪気で残酷な性格。花の芳しい香りがエネルギーの元。体から治癒や活性化の効果のある鱗粉を振りまくが、大量に浴びると体が耐えられず逆に破滅するという危険な代物であり、実際島同士の争いを、鱗粉を振りまき疲れを癒すことで終結させたとの伝承が残っているが、鱗粉のせいで全員破滅したため争いが終結したとも言われている。
『ソード・シールド』では有料追加コンテンツ(エキスパンション・パス)「冠の雪原」のマックスダイ巣穴を調査する『ダイマックスアドベンチャー』に出現。
アニメ『サン&ムーン』でもアーカラ島の守り神として登場。主な鳴き声はベートーベン作曲の運命出だしの4音になっている。声優は清水理沙。

## カプ・ブルル
| 分類: とちがみポケモン | タイプ: くさ/ フェアリー | 高さ: 1.9m   | 重さ: 45.5kg |
| 特性: グラスメイカー   | かくれ特性: テレパシー   | 進化前: なし | 進化後: なし |

アローラ地方を構成する島の一つ、ウラウラ島の守り神とされる伝説のポケモン。モチーフは牛（もしくはミノタウロス）。頭の左右に殻を持つ。殻を閉じても下部には大きな隙間があり、尻尾がカウベルのように伸びる。
草木を操って成長させ、そのエネルギーを吸い取って活動する。大木を引っこ抜いたり植物で相手の動きを封じるパワフルな戦法が得意だが、その一方で当の本人は非常に物臭な性格であり、無用な戦いをしたり、ほかのポケモンたちを驚かせたりすることを好まないため、移動するときは尻尾から大きな音を鳴らして、周りに自分がいることをアピールする。
『ソード・シールド』では有料追加コンテンツ(エキスパンション・パス)「冠の雪原」のマックスダイ巣穴を調査する『ダイマックスアドベンチャー』に出現。
アニメでもウラウラ島の守り神として登場。昼寝好きでぐうたらな性格。声優は石塚運昇。

## カプ・レヒレ
| 分類: とちがみポケモン | タイプ: みず/ フェアリー | 高さ: 1.3m   | 重さ: 21.2kg |
| 特性: ミストメイカー   | かくれ特性: テレパシー   | 進化前: なし | 進化後: なし |

アローラ地方を構成する島の一つ、ポニ島の守り神とされる伝説のポケモン。モチーフはカジキ。体の上下に殻を持つ。殻を閉じても髪が魚の胸鰭のように左右から伸びる。
エネルギー源は海流。心身を浄化する特別な水を作り出すことができ、この水を求めて多くの人間に挑戦され、やがて人間に姿を見せなくなった過去を持つ。ポケモン図鑑においても性格は明記されておらず、カプの中では一番謎が多い。
『ソード・シールド』では有料追加コンテンツ(エキスパンション・パス)「冠の雪原」のマックスダイ巣穴を調査する『ダイマックスアドベンチャー』に出現。
アニメ『サン&ムーン』でもポニ島の守り神として登場。声優は藤村知可。

## コスモッグ
| 分類: せいうんポケモン | タイプ: エスパー | 高さ: 0.2m   | 重さ: 0.1kg        |
| 特性: てんねん         | かくれ特性: なし | 進化前: なし | 進化後: コスモウム |

別世界から来たとされているポケモン。通称「星の子」。小型の星雲のような姿をしているのが特徴。ウルトラホールを自在に開く能力を持ち、ウルトラビーストの一種と推測されている。非常に珍しいため、一部の者にしかその存在を知られておらず、星の子と呼ばれていた。無警戒で好奇心が強い為、危険な目に遭うことも多い。コスモッグという名前はエーテル財団がつけたもの。
また、コスモッグ、並びに進化形のコスモウム、ソルガレオ、ルナアーラの4匹はいずれもウルトラビーストの一種とされており、コスモッグとコスモウム自体も伝説のポケモンと言える。
この姿の時に覚える技は「はねる」と「テレポート」だけしかなく、わざマシンも一切使用できない。体重はゴースやゴーストやカミツルギに同じく最も軽い（設定可能な数値の最下限）。
原作ゲーム本編でリーリエが「ほしぐもちゃん」と呼んで匿っており、エーテル財団もある目的で狙っていた。『ソード』では有料追加コンテンツ(エキスパンション・パス)「冠の雪原」にて、豊穣の王伝説ストーリーのブリザポスまたはレイスポスがフリーズ村を襲撃するイベント後にフリーズ村の民家で入手できる。
アニメ『サン&ムーン』では44話で初登場。サトシがコスモッグを育てることを夢の中でソルガレオ、ルナアーラと約束したのち、ポケモンスクールへの登校中に発見。リーリエが「ほしぐも」と命名し、サトシをはじめとするスクールの面々で世話をすることになる。詳細はアニメ版ポケットモンスターの登場人物の当該セクションも参照。なお、図鑑上ではコスモウムともどもデータ無しとして扱われ、種族名で呼ばれることはなかった。声優は大谷育江（サトシのピカチュウと兼役の為、ノンクレジット）。

## コスモウム
| 分類: げんしせいポケモン | タイプ: エスパー | 高さ: 0.1m         | 重さ: 999.9kg    |
| 特性: がんじょう         | かくれ特性: なし | 進化前: コスモッグ | 進化後: 本文参照 |

コスモッグの進化形。コスモッグが衰弱、あるいは進化の準備の為に休眠状態に入った姿と言われるポケモン。
常に寝顔を浮かべているのが特徴で、人知を超える程の非常に硬い殻に覆われ死んだように全く動かないが、大気中の塵を猛烈な勢いで吸い込み、進化の為のエネルギーをコアで作っている。大昔は星の繭と呼ばれていた。
バチュルやフラベベやアブリーなどと共に全ポケモン中最も小さい（設定可能な数値の最下限）が、同時にテッカグヤと共に完全に最大の体重を誇る（設定可能な数値の最上限）。バージョンによって進化先が異なり、『サン』、『ウルトラサン』、『ソード』、『スカーレット』ならソルガレオ、『ムーン』、『ウルトラムーン』、『シールド』、『バイオレット』ならルナアーラにそれぞれ進化する。

## ソルガレオ
| 分類: にちりんポケモン | タイプ: エスパー/ はがね | 高さ: 3.4m         | 重さ: 230.0kg |
| 特性: メタルプロテクト | かくれ特性: なし         | 進化前: コスモウム | 進化後: なし  |

コスモウムからの分岐進化。『サン』のパッケージを飾る伝説のポケモン。白いライオンのような姿をしている。『サン』のストーリー上において、捕まえない限り先に進めない捕獲必須のポケモン。
別世界にすむといわれ、コスモッグが進化した♂とされている。太古より太陽の使者として崇められ、畏敬の念を込めて「太陽を喰らいし獣」と呼ばれていた。無尽蔵の光エネルギーを持つ。額に第3の目が隠されており、それを顕現させることによってウルトラホールを開き、その中に入って別世界へと移動することができる。パワーを完全に解放すると身体が金色になった「ライジングフェーズ」と呼ばれる形態になる。この形態に変化する事で専用技「メテオドライブ」を放てるようになる。『ウルトラサン・ムーン』では専用Zワザ「サンシャインスマッシャー」が追加された。
専用特性「メタルプロテクト」は敵による能力ダウンを防ぐ「クリアボディ」「しろいけむり」と同列の特性だが、「かたやぶり」及び「ターボブレイズ」や「テラボルテージ」これに準ずる技・特性の影響を受けない効果がある。
また、ソルガレオとルナアーラはシリーズ初となる進化によって誕生する伝説のポケモンである。『ソード』では有料追加コンテンツ(エキスパンション・パス)「冠の雪原」のマックスダイ巣穴を調査する『ダイマックスアドベンチャー』に出現。『スカーレット・バイオレット』ではおやつおやじからおやつを貰うとポケモンリーグの屋根にある展望フロアに出現。
アニメ『サン&ムーン』ではサトシの夢の中で初登場し、後にほしぐも（コスモウム）が進化する形で本格的に登場した。舌は黄色であったことが判明し、鳴き声はバラゴンの流用。
『大乱闘スマッシュブラザーズ SPECIAL』では、モンスターボールから出現するサポートキャラクターとして登場。「メテオドライブ」を繰り出す。

## ルナアーラ
| 分類: がちりんポケモン | タイプ: エスパー/ ゴースト | 高さ: 4.0m         | 重さ: 120.0kg |
| 特性: ファントムガード | かくれ特性: なし           | 進化前: コスモウム | 進化後: なし  |

コスモウムからの分岐進化。『ムーン』のパッケージを飾る伝説のポケモン。ソルガレオ同様に進化する事で入手する事が出来る伝説のポケモン。紫色のコウモリのような姿をしている。『ムーン』のストーリー上において、捕まえない限り先に進めない捕獲必須のポケモン。
別世界にすむといわれ、コスモッグが進化した♀とされている。太古より月の使者として崇められ、畏敬の念から「月を誘いし獣」と呼ばれていた。あらゆる光をエネルギーに変えて生きている。額に第3の目を隠しており、それを顕現させてウルトラホールを開き、中に入って別世界へと移動することができる。パワーを完全に解放すると文字通り満月のごとく翼が円形に展開された「フルムーンフェーズ」と呼ばれる形態になる。この形態に変化する事で専用技「シャドーレイ」を放つ事が出来るようになる。『ウルトラサン・ムーン』では専用Zワザ「ムーンライトブラスター」が追加された。
専用特性「ファントムガード」は、HPが最大の時にダメージを半減する「マルチスケイル」と同列の特性だが、「かたやぶり」及び「ターボブレイズ」や「テラボルテージ」これに準ずる技・特性の影響を受けない効果がある。
『シールド』では有料追加コンテンツ(エキスパンション・パス)「冠の雪原」のマックスダイ巣穴を調査する『ダイマックスアドベンチャー』に出現。『スカーレット・バイオレット』ではおやつおやじからおやつを貰うとオージャの湖の南西端の岬に出現。
アニメ『サン&ムーン』ではソルガレオと共にサトシの夢の中で初登場し、第87話で本格的に登場する。鳴き声はモスラの流用。
『大乱闘スマッシュブラザーズ SPECIAL』では、モンスターボールから出現するサポートキャラクターとして登場。

## ウツロイド
| 分類: きせいポケモン   | タイプ: いわ/ どく | 高さ: 1.2m   | 重さ: 55.5kg |
| 特性: ビーストブースト | かくれ特性: なし   | 進化前: なし | 進化後: なし |

ウルトラスペースから現れた、ウルトラビーストと称される異次元のポケモンの一種。コードネームは「UB01 PARASITE」。クラゲのような姿をしている。
体はガラス質で構成されている。寄生対象に神経毒を注入することで、対象の身体能力と精神を100%解放させることで自らの身を守る。意思があるかは不明だが、時折人間の少女のようなしぐさをする事もある。
ウツロイドを始めとしたウルトラビーストは、専用の特性として「ビーストブースト」を持つ。
『ソード・シールド』では有料追加コンテンツ(エキスパンション・パス)「冠の雪原」のマックスダイ巣穴を調査する『ダイマックスアドベンチャー』に出現。
アニメでは異次元から現れた個体が登場。リーリエがポケモンに触れなくなった原因を作ったのもこのウツロイドである。後に再び現れルザミーネを攫うも、サトシたちに敗れた。その後、新無印編第111話にて色違いの別個体が行方知れずのモーンと共にガラル地方のカンムリ雪原で生活していた事が判明。彼の記憶が戻らない事を危惧し、タンスの奥に彼の職員服や鏡などを隠しながら娘のリーリエとして共に過ごしていた。異界のポケモンながら、ピアノを演奏するなど知能も高い。

## マッシブーン
| 分類: ぼうちょうポケモン | タイプ: むし/ かくとう | 高さ: 2.4m   | 重さ: 333.6kg |
| 特性: ビーストブースト   | かくれ特性: なし       | 進化前: なし | 進化後: なし  |

ウルトラビーストの一種。コードネームは「UB02 EXPANSION」。『サン』および『ウルトラサン』のみの登場。蚊をモチーフとしている。性別はないが男性的な姿をしている。
全身がカイリキーをも凌ぐほどに膨張した筋肉に覆われている。ドリル状の長い口吻はダイヤモンドより硬い。事ある毎に筋肉を見せつけてくるが、それが自慢なのか威嚇なのかは不明。ヒヒダルマと互角の強力さのあるパンチは、一発でダンプカーを粉砕するパワーを持つ。
デザインはアクジキング、ベベノム、アーゴヨンと同様にイギリス人デザイナーのジェイムズ・ターナーが担当した。
『ソード・シールド』では有料追加コンテンツ(エキスパンション・パス)「冠の雪原」のマックスダイ巣穴を調査する『ダイマックスアドベンチャー』に出現。
アニメでは偶然にもウルトラホールから出てきた。サトシのピカチュウやキテルグマと互角に戦えるほどの実力。最後はサトシが投げたウルトラボールにより捕獲され、ウルトラホールへと帰された。
アプリゲーム「ポケモンマスターズEX」ではグズマがスペシャル衣装を着る形で使用する。

## フェローチェ
| 分類: えんびポケモン   | タイプ: むし/ かくとう | 高さ: 1.8m   | 重さ: 25.0kg |
| 特性: ビーストブースト | かくれ特性: なし       | 進化前: なし | 進化後: なし |

ウルトラビーストの一種。コードネームは「UB02 BEAUTY」。『ムーン』および『ウルトラムーン』のみの登場。ゴキブリ型のポケモン。
その姿を見た相手を魅了する能力を持つ。長い足を使い、落雷をも避ける高速で移動できる。この世界のものに穢れを感じており、全く手を触れようとしない。凄まじい速度で地を駆ける姿が目撃されている。
『ソード・シールド』では有料追加コンテンツ「エキスパンション・パス」の「冠の雪原」のマックスダイ巣穴を調査する「ダイマックスアドベンチャー」に出現。
アニメ『ポケットモンスター サン&ムーン』ではその美貌にニャースが惚れる。本人はそれを利用してニャースを騙し、人々からZクリスタルを奪っていた（理由は「クリスタルのエネルギーに反応した」から）。最後はキテルグマの怒りの猛攻に敗れ去り、元いた場所へ返される。
アプリゲーム「ポケモンマスターズEX」ではルザミーネが使用する。
2023年にはシンガポールで発見された新種のゴキブリが、フェローチェの英名「Pheromosa」にちなみ「Nocticola pheromosa」と名付けられたことが発表された。このゴキブリはフェローチェに似た見た目であり、発見の共著者である昆虫学者と共同研究者がポケモンファンであったことから名付けられた。

## デンジュモク
| 分類: でんしょくポケモン | タイプ: でんき   | 高さ: 3.8m   | 重さ: 100.0kg |
| 特性: ビーストブースト   | かくれ特性: なし | 進化前: なし | 進化後: なし  |

ウルトラビーストの一種。コードネームは「UB03 LIGHTNING」。外見は電気コードを束ねて樹木の形にしたようになっており、手足の先には銅線のような指がある。モデルはクリスマスツリー。
発電所を襲撃するところが目撃されており、電気をエネルギー源にしていると考えられている。身体は電気伝導率の高い物質でできており、効率良く電気を操ることができる。
『ソード・シールド』では有料追加コンテンツ(エキスパンション・パス)「冠の雪原」のマックスダイ巣穴を調査する『ダイマックスアドベンチャー』に出現。
アニメでは花火大会に現れたズガドーンのパフォーマンスの末偶然にもウルトラホールから出てきた。翌日発電所に現れ電気を吸収しており、そこに現れたズガドーンと能力を競い合っていたのか、メレメレ島でド派手なパフォーマンスを繰り広げた。最後はスイレンとリーリエが投げたウルトラボールにより捕獲され、無事元の世界へ帰って行った。

## テッカグヤ
| 分類: うちあげポケモン | タイプ: はがね/ ひこう | 高さ: 9.2m   | 重さ: 999.9kg |
| 特性: ビーストブースト | かくれ特性: なし       | 進化前: なし | 進化後: なし  |

ウルトラビーストの一種。コードネームは「UB04 BLASTER」。コスモウムと共に全ポケモン中最も重い（設定可能な数値の最上限）。また、ウルトラビーストの中では最も巨大で、十二単を纏った女性のような容姿をしている。『ムーン』および『ウルトラムーン』のみの登場。主なモチーフは竹、かぐや姫、スペースシャトル。ウルトラビーストはステータスが偏っており癖が強い玄人向けというのが普通（ウルトラスペースではこれが普通であり、逆に主人公の住む世界での概念は異端とされている）なのだが、このテッカグヤは異なり、素早さが低めで、他は高いというウルトラビーストの中ではかなり異端な存在となっている。
植物に似た生態を持つ。体内に可燃性のガスを内包しており、それを本体から分離している両腕から吹き出すことで攻撃や飛行を行う。その飛行力は宇宙まで飛んで行くほど。
『ソード・シールド』では有料追加コンテンツ(エキスパンション・パス)「冠の雪原」のマックスダイ巣穴を調査する『ダイマックスアドベンチャー』に出現。
アニメでは200年前に発生したウルトラホールから現れ、地中に埋まっていた。サトシ達に掘り起こされたのち、月へと飛び立った。
アプリゲーム「ポケモンマスターズEX」ではジムリーダーのミカン（タイプははがね）とラン（タイプはひこう）がそれぞれ使用する。

## カミツルギ
| 分類: ばっとうポケモン | タイプ: くさ/ はがね | 高さ: 0.3m   | 重さ: 0.1kg  |
| 特性: ビーストブースト | かくれ特性: なし     | 進化前: なし | 進化後: なし |

ウルトラビーストの一種。コードネームは「UB04 SLASH」。ウルトラビーストの中では最も小さく、折り紙か式神を彷彿とさせる姿をしている。『サン』および『ウルトラサン』のみの登場。モチーフは熨斗袋と折り紙。ゴース等と同じく全ポケモン中最も軽い（設定可能な数値の最下限）ポケモンの一種。
小柄で軽量なポケモンで、自ら敵を襲おうとはしないようである。しかしながら全身が凶器―非常に鋭利な紙の刃になっており、鋼鉄を一撃で一刀のもとに斬り裂くほどの途轍もない切れ味を誇るが、その身体の性質上、火と湿気には非常に弱い。「リーフブレード」「シザークロス」「せいなるつるぎ」など、斬りつける攻撃技を多数覚える。
『ソード・シールド』では有料追加コンテンツ(エキスパンション・パス)「冠の雪原」のマックスダイ巣穴を調査する『ダイマックスアドベンチャー』に出現。
アニメ版にも登場。鳴き声を逆再生すると「またつまらぬものを斬ってしまった」という「ルパン三世」の石川五ェ門の名台詞が聞こえる。空間を切り裂いてウルトラホールから現実世界へ現れた。その切れ味はかなり強力で、草や木はおろか、金属まで簡単に切り裂いてしまう。また、ロケット団が操縦する巨大ロボットや、レックウザとデオキシスの戦闘によって落ちてきた隕石も簡単に切り裂いた。声優は「ルパン三世」の石川五ェ門（3代目。2011年～）やロトム図鑑も演じている浪川大輔。

## アクジキング
| 分類: あくじきポケモン | タイプ: あく/ ドラゴン | 高さ: 5.5m   | 重さ: 888.0kg |
| 特性: ビーストブースト | かくれ特性: なし       | 進化前: なし | 進化後: なし  |

ウルトラビーストの一種。コードネームは「UB05 GLUTTONY」。腹部に途轍もなく巨大な口を持ち、その口から生えた両腕の鋏も口のような形状をしているのが特徴。明確なモチーフは不明。
常に空腹時間を作っているのか、何かを喰っている。無機物さえ、とにかくサスライアリのように目の前で動くものは全て餌になる。しかしその摂取量に対し排泄をしないことから、摂取したもの全てを無駄なくエネルギーに変換していると言われている。
デザインはマッシブーン、ベベノム、アーゴヨンと同様にジェイムズ・ターナーが担当した。
『ソード・シールド』では有料追加コンテンツ(エキスパンション・パス)「冠の雪原」のマックスダイ巣穴を調査する『ダイマックスアドベンチャー』に出現。
アニメで「サン&ムーン」は世界のあらゆるものを食べた個体が登場。声優はコジロウも担当している三木眞一郎。圧倒的な力でサトシやディアを苦しめるが、急所である頭部の顔を攻撃され、ウルトラホールに返された。アローラリーグ会場にて色違い2匹を連れて現れた。

## ネクロズマ
| 分類: プリズムポケモン | タイプ: エスパー | 高さ: 2.4m   | 重さ: 230.0kg |
| 特性: プリズムアーマー | かくれ特性: なし | 進化前: なし | 進化後: なし  |

直線的な輪郭・真っ黒な体色・巨大な腕が特徴的な伝説のポケモンでウルトラビーストの一種。ゲーム版ではコードネームが無いが、アニメ版ではコードネーム「UB:BLACK」と命名されている。
常に光エネルギーへの強い渇望に苛まれており、とある世界や太古のアローラを星の光無き闇に堕としてしまったという。太古に別世界から現れアローラ地方の地下で眠りについていたとされ、体が真っ黒なのは地下で眠り続けて不純物が溜まってしまった結果。光をエネルギー源として活動する。光を求めて暴れる非常に凶暴な性質だが、まだ足りないのか苦しむ仕草を見せる。光を吸収し、それをレーザー光線に変換し発射する。専用技「プリズムレーザー」はこの原理を利用した技で、使用した次のターンは行動不能となる。『ウルトラサン・ウルトラムーン』ではもう一つの専用技に「フォトンゲイザー」が追加された。パラメーターの「こうげき」と「とくこう」のどちらが高いかによって物理攻撃と特殊攻撃のどちらかに切り替わる、フォルムチェンジ（後述）に適した攻撃技。
ネクロズマは元々は異世界ウルトラメガロポリスで「かがやきさま」と呼ばれる光をもたらす神に近い存在で、ウルトラホールを通じてアローラやその他の世界にも光をもたらしていた。Zクリスタルの輝きもかつてネクロズマによってもたらされた光の一部である。先人の過ちで体の一部と光を失ったため、元の姿と力を取り戻すためにエネルギー源となる光を求めるようになったという。
『ソード・シールド』では有料追加コンテンツ(エキスパンション・パス)「冠の雪原」のマックスダイ巣穴を調査する『ダイマックスアドベンチャー』に出現。
専用特性の「プリズムアーマー」は効果抜群の技を受けた時のダメージを軽減する「フィルター」「ハードロック」と同列の特性だが、相手の「かたやぶり」及び「ターボブレイズ」や「テラボルテージ」これに準ずる技・特性の影響を受けない効果がある。
たそがれのたてがみ
タイプ：エスパー・はがね、高さ：3.8m、重さ：460.0kg。通称「日食ネクロズマ」。自らの活動源である光を確保するため、ネクロズマがソルガレオを取り込んだ姿。手持ちにネクロズマとソルガレオがいる状態で専用アイテム「ネクロプラスソル」を使うことでフォルムチェンジする。ソルガレオをベースに、バラバラになったネクロズマの体がアーマーのような形で装備された形となり、背中からはネクロズマの腕が発射器官を兼ねた副腕として現れている。ソルガレオの無尽蔵な光エネルギーを無理やり吸収、背中と四肢の爪で獲物を八つ裂きにする。この形態に変化する事でソルガレオ専用技「メテオドライブ」を放てるようになる。ソルガレオ専用Zワザ「サンシャインスマッシャー」も使用可能。『ウルトラサン』のパッケージを飾る。
アプリゲーム「ポケモンマスターズEX」ではマジコス衣装を着たルザミーネが使用する。
あかつきのつばさ
タイプ：エスパー・ゴースト、高さ：4.2m、重さ：350.0kg。通称「月食ネクロズマ」。光を確保するため、ネクロズマがルナアーラを取り込んだ姿。手持ちにネクロズマとルナアーラがいる状態で専用アイテム「ネクロプラスルナ」を使うことでフォルムチェンジする。ルナアーラをベースに、バラバラになったネクロズマの体がアーマーのような形で装備された形となり、胸部から出現したネクロズマの大きな腕によって、前肢のルナアーラの翼がまるで背中から生えているかのようなフォルムとなっている。ルナアーラの光エネルギーを強制的に放出させそのまま吸収し、全てを敵とみなしてレーザーで焼き尽くす。この形態に変化する事でルナアーラ専用技「シャドーレイ」を放てるようになる。ルナアーラ専用Zワザ「ムーンライトブラスター」も使用可能。『ウルトラムーン』のパッケージを飾る。
ウルトラネクロズマ
タイプ：エスパー・ドラゴン、高さ：7.5m、重さ：230.0kg、特性：ブレインフォース。
ソルガレオまたはルナアーラから吸収した膨大な光により変化したネクロズマ自身にとっても未知の姿。体の大部分が光で形成され2対の翼を持つドラゴンの姿を象っている。通常時の姿で腕だった部分が足になり、足だった部分は前翼と一体化した腕になっている。体温は6000度に達し、4枚の羽の先の爪で相手を切り裂き溶解させる。全身のあらゆる箇所から30km先まで到達するレーザーを放つ。公式クリエイターのインタビューによると「伝説のポケモンと合体したことで過剰なエネルギーを得たが故に暴走してしまったネクロズマ」となる。
アニメ「サン&ムーン」ではこのウルトラネクロズマが元々のネクロズマの姿であり、過去に隕石が衝突して力を失い「UB-BLACK」の姿になっていたとされた。アニメでは未登場だったウルトラ調査隊の拠点であるウルトラメガロポリスに代わり、アローラ地方の神話で「かがやきさま」と呼ばれ伝承されていた。
ネクロズマ（たそがれのたてがみ）またはネクロズマ（あかつきのつばさ）の状態でウルトラネクロZを持たせ、戦闘時に「ウルトラバースト」コマンドを選択することでフォルムチェンジする。
専用特性の「ブレインフォース」は効果抜群時の技の威力を上昇させる。また、この姿になる事により専用Zワザ「天焦がす滅亡の光」が発動可能となる。
アプリゲーム「ポケモンマスターズEX」ではマジコス衣装を着たルザミーネが使用する。

## マギアナ
| 分類: じんぞうポケモン | タイプ: はがね/ フェアリー | 高さ: 1.0m   | 重さ: 80.5kg |
| 特性: ソウルハート     | かくれ特性: なし           | 進化前: なし | 進化後: なし |

500年前に人の手で造られた幻のポケモン。その1体しか造られていない正真正銘の単独個体のポケモンでもある。
金属質の身体はただの器であり、その本体は胸のソウルハートと呼ばれる人造の魂である。また人間の言葉を理解する事が出来るもののマギアナ自体は喋る事はできない。元々はとある国の王女に対する献上品であり、煌びやかな色彩をしていたのだが、500年の時を過ごした結果身体は色褪せ今の銀色に変わってしまった。
専用技の「フルールカノン」はフェアリータイプの特殊技で、使用後は自分の特攻が2段階下がる。専用特性の「ソウルハート」は場のポケモンが倒れると自分の特攻が一段階上がる。また、『サン・ムーン』のみマナフィの専用技の「ハートスワップ」を覚えられる。
ゲーム発売に先立ち、『ボルケニオンと機巧のマギアナ』が初登場となった。声優は寺崎裕香。殿堂入り後に同映画で配布された「ポケモンガオーレ」のディスク記載のQRコードを読み取る事で、『サン・ムーン』でマギアナを手に入れる事が出来た。なお、オーバーラップより2017年12月13日より発売された「ポケットモンスター ウルトラサン・ウルトラムーン対応 公式ポケモンぜんこく図鑑 2018」に入っている2冊のうちの1冊「ポケモンぜんこく図鑑」の311ページにも同じQRコードが記載されている。テレビシリーズ『サン&ムーン』ではリーリエの父・モーンが骨董品で購入したポケモンとして登場。ソウルハートのエネルギーがない状態のため一度も動いたことがないが、リーリエは残された日記から父の思いを感じ取り、Zリングを所有する覚悟やマギアナの完全な起動を誓っている。その後、ゾロアークが幻影で見せたルザミーネ一家の思い出とリーリエの父と会いたいという気持ちに反応し、再始動する事に成功した。そこから放たれた光の道筋はモーンの元へ導いているらしく、リーリエの家族が最終話において父の元を目指す旅に出るきっかけとなった。声優は美波わかな（新無印編で判明）。
『Pokémon HOME』では（マギアナ自身を含む）『ソード・シールド』発売開始時点で登場した890種のポケモンを全て登録すると500年前の姿を手に入れる事が出来た。なお、2023年1月現在、その姿が『ソード・シールド』のみで転送可能。

## マーシャドー
| 分類: かげすみポケモン | タイプ: かくとう/ ゴースト | 高さ: 0.7m   | 重さ: 22.2kg |
| 特性: テクニシャン     | かくれ特性: なし           | 進化前: なし | 進化後: なし |

幻のポケモンの一種。
影の中に住み、人前に滅多に姿を見せない為幻とされたポケモン。これはマーシャドー自身が警戒心の強いポケモンである為である。また、影の中に入る事により相手の動きや力をコピーする事が出来る。格闘術に優れているのは拳法の達人の陰に潜っていた為であり、究極奥義も使いこなせる。全力で攻撃する際に燃え上がる闘志の影響で一部が緑色に変色する。
専用技「シャドースチール」は、相手の能力ランク上昇分を奪った上でみがわりを貫通可能な攻撃技。専用Zワザは「七星奪魂腿」。ポケモンでは初となる漢字が使われた技（稀に例外もあり、アーケードゲーム『ポケモンメザスタ』では平仮名表記で登場した)。
アニメでは『キミにきめた!』で登場。声優は特別出演の山寺宏一。同作が上映された映画館にて、『サン・ムーン』を対象としたワイヤレス通信によって配布された。アニメ『サン&ムーン』ではこれとは別個体の野生のマーシャドーが登場。
『大乱闘スマッシュブラザーズ SPECIAL』では、モンスターボールから出現するサポートキャラクターとして登場。相手の影から現れ、強烈なパンチを浴びせる。

## ベベノム
| 分類: どくばりポケモン | タイプ: どく     | 高さ: 0.6m   | 重さ: 1.8kg        |
| 特性: ビーストブースト | かくれ特性: なし | 進化前: なし | 進化後: アーゴヨン |

『ウルトラサン・ウルトラムーン』で新たに登場したウルトラビースト。コードネームは「UB：STICKY」。シリーズでは初となる、マイナーチェンジで新たに追加されたポケモンの内の一体である。
紫色のエイリアンのような姿をした小型のポケモン。大きな頭部の中には毒液が詰まっており、頭部の先にある毒針から発射する。また、知性や感情が豊かなポケモンで、長く接していれば人の言葉も理解すると言われており、彼らが住む世界ではいわゆる「最初にもらえる御三家」に相当するほどメジャーなポケモンとされている。
デザインはマッシブーン、アクジキング、アーゴヨンと同様にジェイムズ・ターナーが担当した。なお、名前の由来は英語で赤ん坊を現す「Baby」と毒を現す「Venom」から来ている。
ゲームでは「ウルトラ調査隊」という新たな人物が引き連れており、『ウルトラサン』ではダルス、『ウルトラムーン』ではミリンが初戦で使っていたトリミアンから変更する形で使用する。
『ソード・シールド』では有料追加コンテンツ(エキスパンション・パス)「冠の雪原」の3つの伝説をクリア後、ウルトラビースト5種類（ネクロズマは除く）を捕獲するとダイ巣穴の入り口に出現し、話しかけることで入手できる。
アニメ『サン&ムーン』では第55話のラストで初登場。最初はウルトラホール内にいたが、後に実世界に現れてサトシのピカチュウを気に入る。第67話で自らウルトラボールに入ってサトシのポケモンとなるが、第90話でサトシと別れた。後にアーゴヨンに進化してサトシと再会を果たす。声優は愛河里花子。

## アーゴヨン
| 分類: どくばりポケモン | タイプ: どく/ ドラゴン | 高さ: 3.6m       | 重さ: 150.0kg |
| 特性: ビーストブースト | かくれ特性: なし       | 進化前: ベベノム | 進化後: なし  |

べベノムの進化形。ウルトラビーストでは唯一となる進化形のポケモン。コードネームは「UB:STINGER」。モチーフは蜂（もしくはベルゼブブ）。
ベヘノムの頭部と腹部が逆転した様な姿をしており、蜂とドラゴンを混ぜ合わせたような姿となっている。砲台のように伸びた腹部の巨大な毒針から1万メートル先まで飛ぶ毒液を噴射する。腹部には毒針のほかに毒針と直結した脳が存在し、その為触れられる事を嫌う。不用意に触れてくるものに対しては激しく襲い掛かる習慣を持つ。
デザインはマッシブーン、アクジキング、ベベノムと同様にジェイムズ・ターナーが担当した。
アニメ『サン&ムーン』では第89話で初登場。ベベノムたちのリーダーのような存在。テレパシーで会話し、サトシ達を「針の無い者たち」と呼ぶ。TVシリーズで初めてテレパシーで会話するウルトラビーストである。声優は後に新無印編でガラル地方のジムリーダーであるポプラの声を担当した鳳芳野。また、サトシのベベノムも進化して登場。声優は進化前と同様に愛河里花子。

## ツンデツンデ
| 分類: いしがきポケモン | タイプ: いわ/ はがね | 高さ: 5.5m   | 重さ: 820.0kg |
| 特性: ビーストブースト | かくれ特性: なし     | 進化前: なし | 進化後: なし  |

『ウルトラムーン』で新たに登場するウルトラビースト。コードネームは「UB：LAY」。モチーフは石垣と群体生物。
石が積み上がったような見た目で、一見するとそれが単一のポケモンのようだが、実際はその一つ一つの石が生命体で、それらが積み上がり1匹を形成している。相手と対峙したり、強い怒りを覚えたりしたときには、それぞれの石の目が赤く光り出す。ただし、普段の性質は大人しい。
『ソード・シールド』では有料追加コンテンツ(エキスパンション・パス)「冠の雪原」のマックスダイ巣穴を調査する『ダイマックスアドベンチャー』に出現。
アニメでは「上部にものを乗せられると暴れ出す」、「乗りこなした人の言うことを素直に聞く」というオリジナル設定がされた。

## ズガドーン
| 分類: はなびポケモン   | タイプ: ほのお/ ゴースト | 高さ: 1.8m   | 重さ: 13.0kg |
| 特性: ビーストブースト | かくれ特性: なし         | 進化前: なし | 進化後: なし |

『ウルトラサン』で新たに登場するウルトラビースト。コードネームは「UB：BURST」。モチーフはピエロと花火。
ピエロのようなコミカルな外見をしており、頭部は不思議な火花の集合体でできている。この頭部は自在に取り外したり爆発させたりすることができる。クネクネとおどけた姿で相手を油断させて近づき、不意に頭部を爆発させて、相手を驚かせる。専用技「ビックリヘッド」はこの性質を利用した技。そのスキに生気を奪って自分のエネルギーにするという。
『ソード・シールド』では有料追加コンテンツ(エキスパンション・パス)「冠の雪原」のマックスダイ巣穴を調査する『ダイマックスアドベンチャー』に出現。
アニメでは花火大会に現れ、サトシたちの前でパフォーマンスを展開、彼らから「花火マン」と呼ばれた。翌日デンジュモク現れた発電所に登場しデンジュモクと能力を競い合っていたのか、メレメレ島でド派手なパフォーマンスを繰り広げた。最後はスイレンとリーリエが投げたウルトラボールにより捕獲され、無事に元の世界へ帰って行った。

## ゼラオラ
| 分類: じんらいポケモン | タイプ: でんき   | 高さ: 1.5m   | 重さ: 44.5kg |
| 特性: ちくでん         | かくれ特性: なし | 進化前: なし | 進化後: なし |

幻のポケモンの一種。
黄色い虎猫の人獣のような姿をしており、両手両足の肉球から大電流を発し、強力な磁場を発生させる。その磁場の力で浮遊し、空中を高速で移動することもできる。その最高速度は、雷が落ちる速度とほぼ同じといわれている。一般のでんきタイプのポケモンとは異なり、体内に発電器官を持たないが、外部から取り込んだ電気エネルギーを身体にため込み、自らの電気エネルギーとして使うことができる。大電力の電気エネルギーを使うときは、全身の毛が逆立つ。なお、放電機関は手足の肉球に存在し、これを爪に纏って敵を八つ裂きにする。専用技「プラズマフィスト」は、「プラズマシャワー」の効果がそのまま追加効果となっている。
『Pokémon UNITE』で操作できるポケモンの中で唯一の幻。攻撃・スピードと共に幻のポケモンに恥じないバランスの取れた能力を持ち、相手を翻弄しつつ攻め込む上級者向けのアタッカー。ユナイトわざは「疾風迅雷撃」。
アニメでは『みんなの物語』で登場。声優はオリバー市長と同じく山寺宏一。同作が上映された映画館にて、『ウルトラサン・ウルトラムーン』を対象としたワイヤレス通信によって配布された（「ポケモンガオーレダッシュ」のディスクも同時で、記載のQRコードを読み込むと図鑑に登録のみできる）。本編での登場は『サン&ムーン』の第99話。ディア（声 - 山寺宏一）のパートナーポケモンとして登場。声優は劇場版と同様に山寺が演じている。

## メルタン
| 分類: ナットポケモン | タイプ: はがね   | 高さ: 0.2m   | 重さ: 8.0kg        |
| 特性: じりょく       | かくれ特性: なし | 進化前: なし | 進化後: メルメタル |

幻のポケモンの一種であり、初の出身地方不明のポケモン。
ナットの頭部と液体金属の体を持ち、金属を溶かして食べることができる。取り込んだ金属から電気エネルギーを得ており、それが生命活動や攻撃手段のエネルギー源となっている。基本的に群れで生活し、時が来るとそのうち一番強いメルタンが他の仲間を取り込んで進化するが、寿命を迎えたメルメタルはいずれメルタンとして復活する。
『Pokémon GO』より登場。2018年9月22日に同作の「コミュニティ・デイ」のイベント後、メタモンから変身した未知のポケモン（名前は「？？？？？？」表記）として出現し、当時は外見以外の詳細が不明であったため騒動となった。その後、9月25日にメルタンの名称・詳細および、『ポケットモンスター Let’s Go! ピカチュウ・Let’s Go! イーブイ』と連携することで捕獲できるようになることが公表された。
2022年11月現在、直接入手は『Pokémon GO』でのみ可能、（イベントで配信したものを除く）入手手段は「『Let's Go! ピカチュウ・Let's Go! イーブイ』または『Pokémon HOME』に初めてポケモンを送ることで入手した「ふしぎなはこ」を使用すること」「特定のスペシャルリサーチをクリアすること」「フレンドと交換すること」の3つである。幻のポケモンだが、『Pokémon GO』に限り（入手方法を除く）伝説でないポケモンとほぼ同じような扱いとなり、ジムの防衛など幻のポケモン（と一部の伝説のポケモン）で参加できない一部要素は例外的に使用可能。
アニメ『サン&ムーン』では大量の群れが登場したが、一匹はサトシにゲットされた。サトシが初めてゲットしたはがねタイプかつ幻のポケモンである。後にサトシのメルタンと全員が合体して、メルメタルへと進化した。声優はすべて三宅健太。

## メルメタル
| 分類: ナットポケモン | タイプ: はがね   | 高さ: 2.5m       | 重さ: 800.0kg |
| 特性: てつのこぶし   | かくれ特性: なし | 進化前: メルタン | 進化後: なし  |

メルタンの進化形で幻のポケモンの一種。幻のポケモンとしては初めてとなる進化によって誕生するポケモンである。
進化したことで人型の姿となった。メルタンと同じく体はナットと液体金属で構成されているが、その強度はメルタンと比べてより強固になっている。3000年前の人類はメルメタルを鉄を生み出す存在として崇めていた。なぜ時を超え現在に蘇ったのかは分かっていない。遠心力で弾みをつけた重いナットのパンチはポケモン最強と言われている。寿命を迎えると錆びて崩れてしまうが、やがて破片がメルタンとして生まれ変わる。
直接入手は『Pokémon GO』が必要となる。下記のキョダイマックスのすがた個体を除く、『Pokémon GO』にてメルタンのアメを400個使用して進化となるか、フレンドと交換すると入手する。また、進化元であるメルタンと同様、ジムの防衛など通常の幻のポケモンで使用できない一部要素は例外的に使用可能。
専用技の「ダブルパンツァー」は腕を回転させて2回攻撃するはがねタイプの物理技。さらに30%の確率で相手を怯ませる。怯み判定は2回行われるため、50%以上の確率で怯ませられる。
アニメ『サン&ムーン』ではサトシのメルタンを中心に大量の群れが合体する形で進化した。声優は進化前と同様に三宅健太。
キョダイマックスのすがた
高さ25.0m以上。重さ不明。足が長く手が大きくなるなどより人型に近くなった。柔軟性と伸縮性に富んだ液体金属の体を活かしたパンチ攻撃は距離を取った相手にも届く。さらに手のナットを先端に寄せて拳を大きくして攻撃の威力を高める。また、体内の金属を流動して電気エネルギーを発生することができ、このエネルギーを集めた荷電粒子砲を腹部のナットの穴から放つ。その威力は丘陵を蒸発させるほど強力なもの。キョダイマックスわざは「キョダイユウゲキ」。相手にダメージを与えるだけでなく、同じ技を連続で出せなくするはがねタイプの不定技。
『Pokémon HOME』に『Pokémon GO』から初めてポケモンを送ると、ふしぎなおくりものとして入手可能。レベルは100。なお、このメルメタルは『ソード・シールド』以外の作品に移動できない。
ちなみに、『ソード・シールド』ではダイスープによるキョダイマックス対応ポケモンのキョダイマックス化（または元通り）することが可能だったが、メルメタルのみはダイスープによる変化は不可能となっている。